# Giuseppe Conte
Giuseppe Conte (Volturara Appula, 8 agosto 1964) è un politico e avvocato italiano, presidente del Consiglio dei ministri della Repubblica Italiana dal 1º giugno 2018 al 13 febbraio 2021 e presidente del Movimento 5 Stelle dal 6 agosto 2021.
Negli anni novanta ha iniziato la sua carriera accademica da docente universitario di diritto privato presso diverse università italiane. Nel 2013 è stato indicato dal Movimento 5 Stelle quale membro laico del Consiglio di presidenza della giustizia amministrativa. Durante la campagna per le elezioni politiche del 2018, il Movimento aveva annunciato che sarebbe stato proposto quale Ministro per la pubblica amministrazione in caso di vittoria. All'epoca giurista poco conosciuto al grande pubblico, Conte viene indicato come Presidente del Consiglio nell'ambito di un'alleanza di governo tra i pentastellati e la Lega, ricevendo l'incarico di formare un governo il 23 maggio 2018. Dopo che il Presidente della Repubblica ha respinto la nomina di Paolo Savona quale ministro dell'economia, Conte rimette l'incarico, salvo riaccettarlo il 31 maggio successivamente alla risoluzione della situazione di stallo politico.
Il primo governo Conte, soprannominato governo gialloverde, è stato caratterizzato da un atteggiamento euroscettico e legalitario (con riforme che hanno inasprito la lotta alla corruzione e bloccato la prescrizione), dall'intransigenza nei confronti dell'immigrazione clandestina e da riforme sociali tra cui l'introduzione di un reddito minimo garantito, un abbassamento temporaneo dell'età pensionabile e nazionalizzazioni di alcune grandi aziende. Rassegna le proprie dimissioni il 20 agosto 2019, in seguito a una crisi di governo causata da dissidi interni alla maggioranza e dalla richiesta da parte di Matteo Salvini, vicepresidente del Consiglio e leader della Lega, di sciogliere le Camere e andare a elezioni anticipate.
In seguito a un accordo di governo tra pentastellati, Partito Democratico e Liberi e Uguali, viene nuovamente indicato come Presidente del Consiglio, accettando con riserva l'incarico dal Presidente della Repubblica il 29 agosto. Il nuovo esecutivo si attesta su posizioni più europeiste e progressiste, assestando la nuova linea politica che il Movimento 5 Stelle seguirà negli anni seguenti. In seguito alla pandemia di COVID-19, che ha colpito duramente l'Italia prima di ogni altro paese europeo, ha disposto le iniziative atte a contenere la diffusione della malattia, tra cui la chiusura dei confini nazionali e periodi di lockdown.
Il suo secondo esecutivo, oltre che dalla pandemia, è stato caratterizzato da un cambio di rotta nei suoi rapporti con l'Europa, soprattutto nell'ambito delle trattative per l'ottenimento delle ingenti risorse stanziate nel Next Generation EU, fondo europeo destinato alla ripresa post-pandemica. In seguito a diatribe concernenti la destinazione delle risorse del fondo europeo, nel gennaio 2021 Italia Viva, partito guidato dall'ex-segretario del PD Matteo Renzi, annuncia la sfiducia al governo, dando inizio a una crisi che culminerà il 26 gennaio con le dimissioni del Presidente Conte, a cui succede l'economista Mario Draghi.
Per il suo controverso stile di leadership Conte è stato spesso considerato uno dei principali esponenti del tecnopopulismo, mentre il suo primo governo è stato descritto da molte testate, tra cui The New York Times e La Repubblica, come il "primo governo populista moderno in Europa occidentale". È stato soprannominato dai suoi sostenitori come l'Avvocato del popolo, come si è autodefinito durante il discorso tenuto al Palazzo del Quirinale dopo aver ricevuto l'incarico di formare il primo governo.
Conte è stato il secondo Presidente del Consiglio della Repubblica Italiana a non ricoprire alcun incarico politico prima della sua nomina (dopo Carlo Azeglio Ciampi nel 1993). Conte è stato inoltre il Presidente del Consiglio che ha mantenuto più a lungo la carica da indipendente, seppur sia stato accreditato come molto vicino alle posizioni del Movimento 5 Stelle, a cui ha formalmente aderito nel 2021 e del quale, nello stesso anno, è divenuto capo politico.
Si è candidato alle elezioni politiche del 25 settembre 2022, venendo eletto deputato della Repubblica Italiana.

## Biografia

### Giovinezza e istruzione
Nato l'8 agosto 1964 a Volturara Appula (Foggia), in Puglia, figlio del segretario comunale Nicola Conte (1930-2023), originario di Cerignola, e dell'insegnante elementare Lillina Roberti, anche lei di Volturara Appula, si stabilì ben presto con la famiglia dapprima a Candela e, successivamente, a San Giovanni Rotondo, nel foggiano, per via dei vari trasferimenti lavorativi del padre.
Diplomato al liceo classico Pietro Giannone di San Marco in Lamis, nel 1988 si è laureato con lode in giurisprudenza presso l'Università di Roma "La Sapienza", per intraprendere quindi la carriera di avvocato civilista. Da studente Conte frequentò il collegio universitario Villa Nazareth. Nel 1992 lavorò come docente invitato (visiting scholar) presso l'Università Yale negli Stati Uniti; mentre dal 1992 al 1993 fu borsista presso il Consiglio Nazionale delle Ricerche.

### Attività professionale
È iscritto all'Albo degli avvocati dal 1992 ed è avvocato patrocinante in Cassazione dal 2002. Conseguita nel 2000 l'idoneità a professore associato di diritto privato e nel 2002 a professore ordinario, ha insegnato presso la LUMSA, l'Università di Roma Tre e l'Università di Sassari. È professore ordinario di diritto privato presso l'Università di Firenze e docente presso la LUISS di Roma.
Il 18 settembre 2013 viene eletto dalla Camera dei deputati come componente laico del Consiglio di presidenza della giustizia amministrativa, l'organo di autogoverno dei magistrati amministrativi, candidato dal Movimento 5 Stelle per quell'incarico, organo di cui è stato, tra il 2016 e il 2017, il vicepresidente. Successivamente Conte raccontò di avere avuto i suoi primi contatti col Movimento 5 Stelle in quell'occasione, dove disse: «per onestà intellettuale precisai: "non vi ho votato", e precisai anche "non posso neppure considerarmi un simpatizzante", non li conoscevo. In questi quattro anni in cui ho svolto questo incarico non ho ricevuto una telefonata che potesse in qualche modo interferire [..] nel delicato incarico che ho ricoperto».

### Vita privata
Cattolico e devoto a Padre Pio, dopo pochi anni di matrimonio si separò dalla moglie Valentina Fico. La coppia ha un figlio: Niccolò, nato nel 2007. Attualmente è legato a Olivia Paladino, figlia dell'imprenditore Cesare Paladino e dell'attrice svedese Ewa Aulin.
È tifoso della Roma, una passione nata negli anni in cui era studente a La Sapienza di Roma.

## Carriera politica

### Candidato ministro del Movimento 5 Stelle

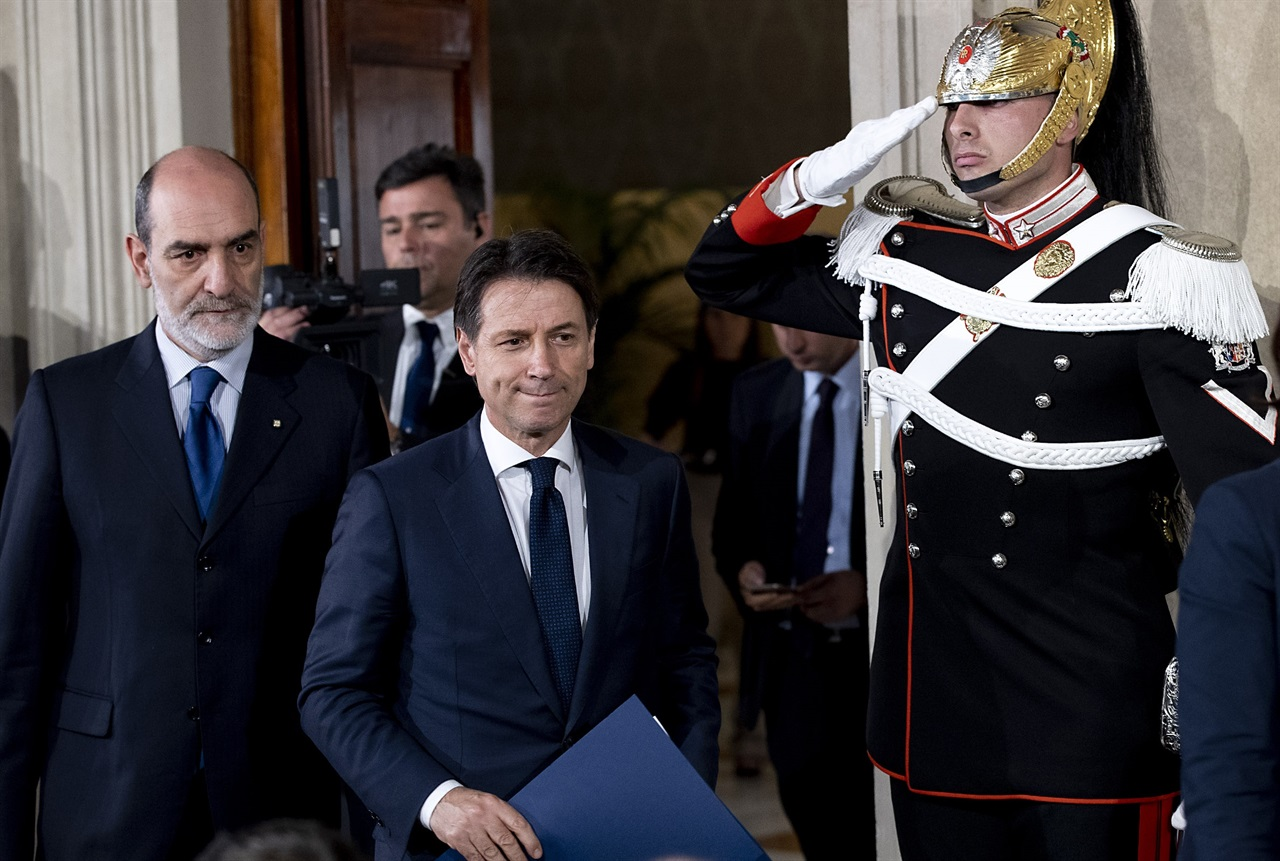
Giuseppe Conte presidente del consiglio incaricato al termine dell'incontro con il Presidente Sergio Mattarella il 27 maggio 2018

Il 27 febbraio 2018 venne proposto dal capo politico del Movimento 5 Stelle Luigi Di Maio come possibile Ministro della pubblica amministrazione in caso di vittoria dei 5 Stelle alle elezioni politiche del 2018, e durante l'evento di presentazione dell'ipotetica squadra di governo, Conte fu elogiato da Di Maio per il suo impegno per la de-burocratizzazione dell'amministrazione pubblica e lui stesso, parlando dei suoi obiettivi da futuro ministro, fece riferimento alla "semplificazione della pubblica amministrazione" e alla "cultura della legalità" da promuovere e valorizzare tra gli italiani. Lo stesso giorno dava le dimissioni dal Consiglio di presidenza della giustizia amministrativa.

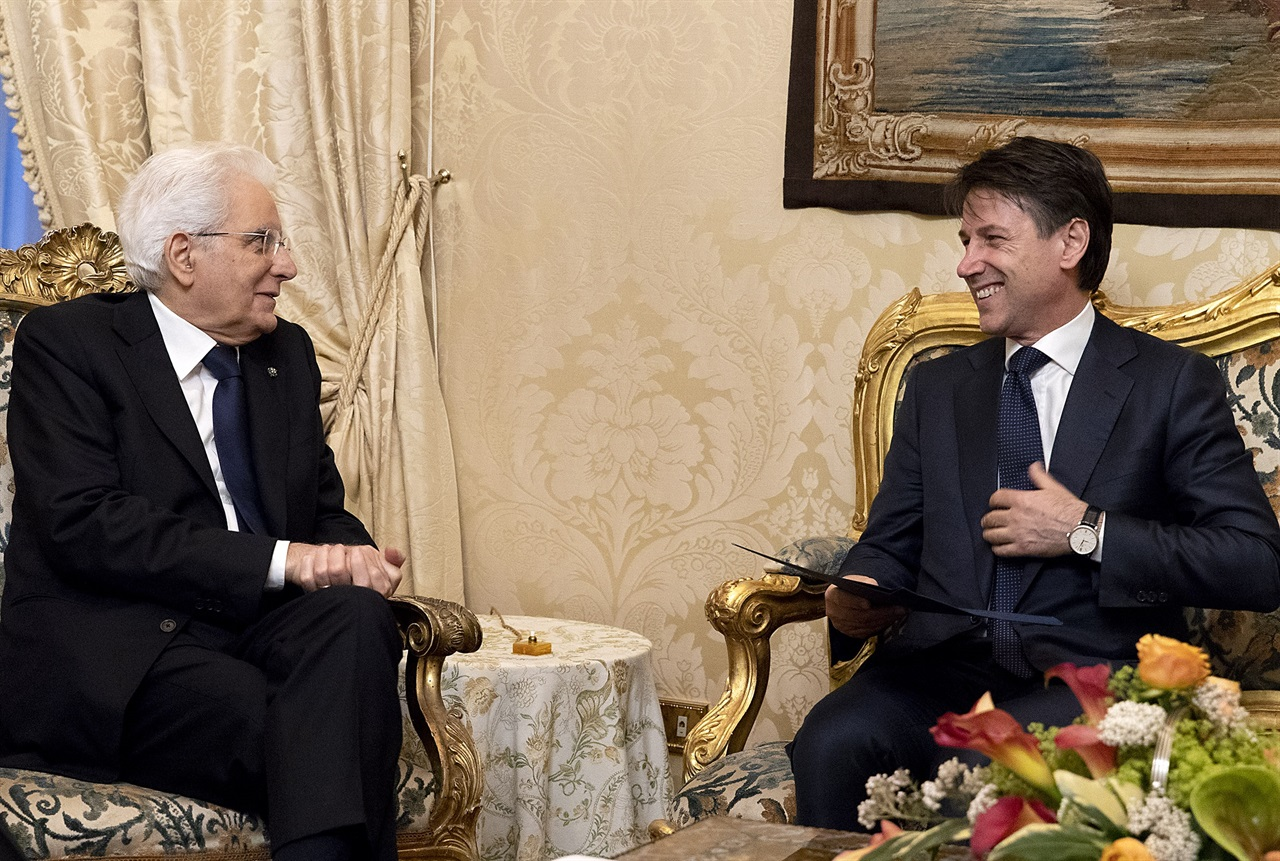
Giuseppe Conte con il presidente della Repubblica Sergio Mattarella

Per quanto riguarda la sua collocazione politica, Conte ha dichiarato di essere stato elettore del centro-sinistra, prima di avvicinarsi al Movimento 5 Stelle, che ha ammesso di aver votato alle politiche del 2018 e alle elezioni europee del 2019. Nonostante abbia affermato che «gli schemi ideologici del Novecento non sono più adeguati», giudicando «più importante valutare l'operato di una forza politica in base a come si posiziona sul rispetto dei diritti e delle libertà fondamentali», nel 2019 si definì un moderato di sinistra e appartenente alla tradizione politica del cattolicesimo democratico. In precedenza, nel 2018, si era definito "populista" e, parlando di fronte all'Assemblea generale delle Nazioni Unite nel settembre dello stesso anno aveva affermato che a suo avviso il populismo e il sovranismo fossero l'essenza della Costituzione italiana venendo richiamati già dal suo primo articolo.

### Presidente del Consiglio dei ministri

#### Primo governo Conte
Il 21 maggio 2018 viene proposto come Presidente del Consiglio dei ministri dai leader della coalizione M5S-Lega al Presidente della Repubblica Sergio Mattarella. Il 23 maggio Conte fu invitato al Quirinale per ricevere l'incarico di formare il nuovo governo, che accettò con riserva. Nella tradizionale dichiarazione dopo la nomina, Conte ha detto che sarebbe stato "l'avvocato difensore del popolo italiano". Diversi commentatori ne osservarono la posizione di iniziale debolezza, in quanto "premier tecnico di un governo politico", chiamato a eseguire un programma non scelto da lui.
Il 27 maggio rinunciò all'incarico, a causa del veto posto da Mattarella alla nomina di Paolo Savona, ex ministro dell'industria, commercio e artigianato nel governo Ciampi, a ministro dell'economia e delle finanze, per cui Luigi Di Maio arrivò a parlare di stato d'accusa nei confronti del Presidente della Repubblica. La sera stessa della rinuncia, Mattarella affidò all'economista Carlo Cottarelli l'incarico per formare un governo tecnico, ma questi il 31 maggio rinunciava "essendosi create nuove condizioni per la formazione di un governo politico" e Conte ricevette una seconda volta l'incarico, che stavolta accettò senza riserva, presentando la lista dei ministri, terzo a farlo nella storia della Repubblica dopo Giuseppe Pella nel 1953 e Silvio Berlusconi nel 2008.

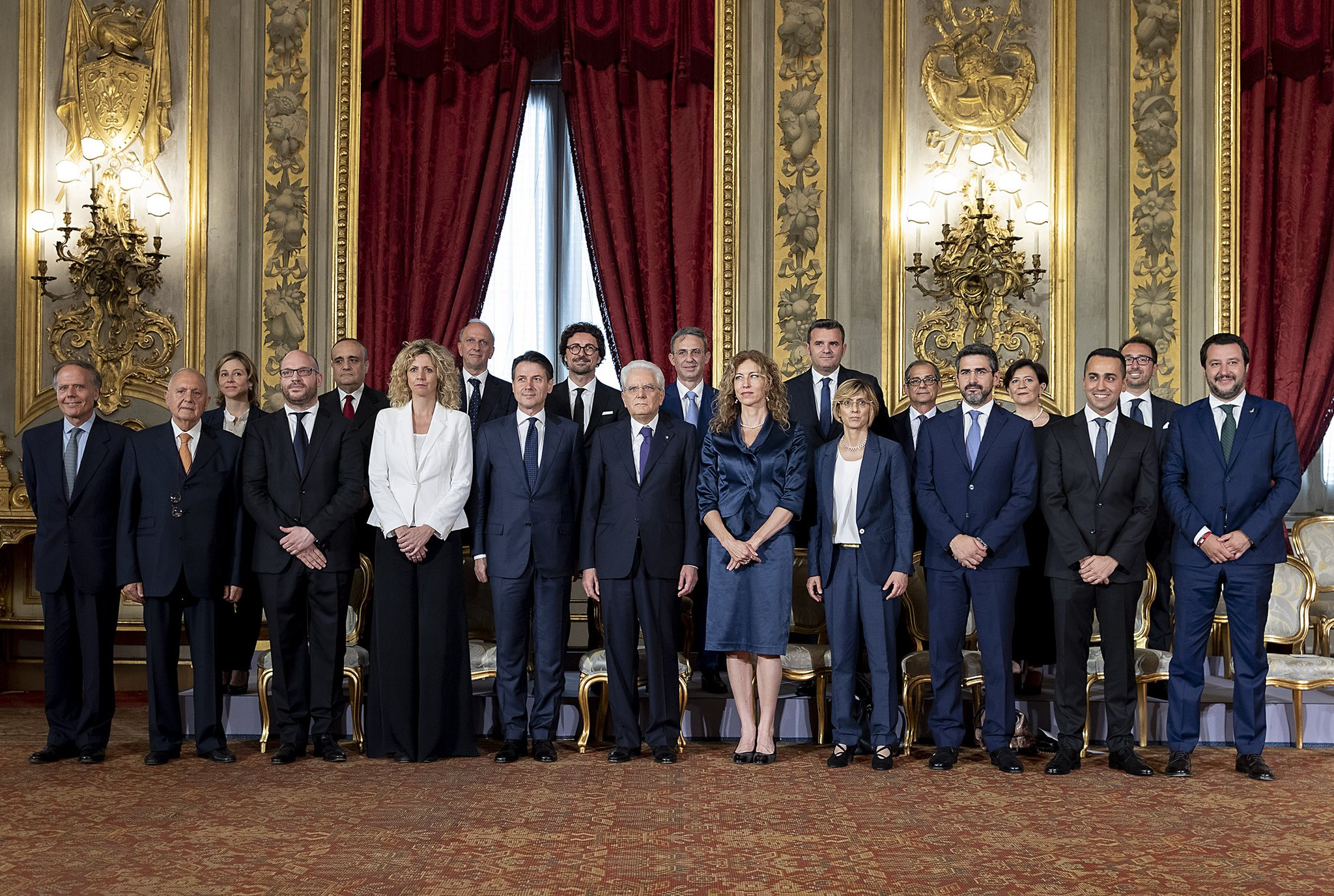
Il Governo Conte I con Sergio Mattarella nel giorno del giuramento al Palazzo del Quirinale il 1º giugno 2018

Il 31 maggio 2018 Conte fu nominato da Mattarella Presidente del Consiglio. All'interno della squadra di governo entrarono come vicepresidenti Luigi Di Maio e Matteo Salvini, il primo anche ministro del lavoro e ministro dello sviluppo economico, il secondo ministro dell'interno.

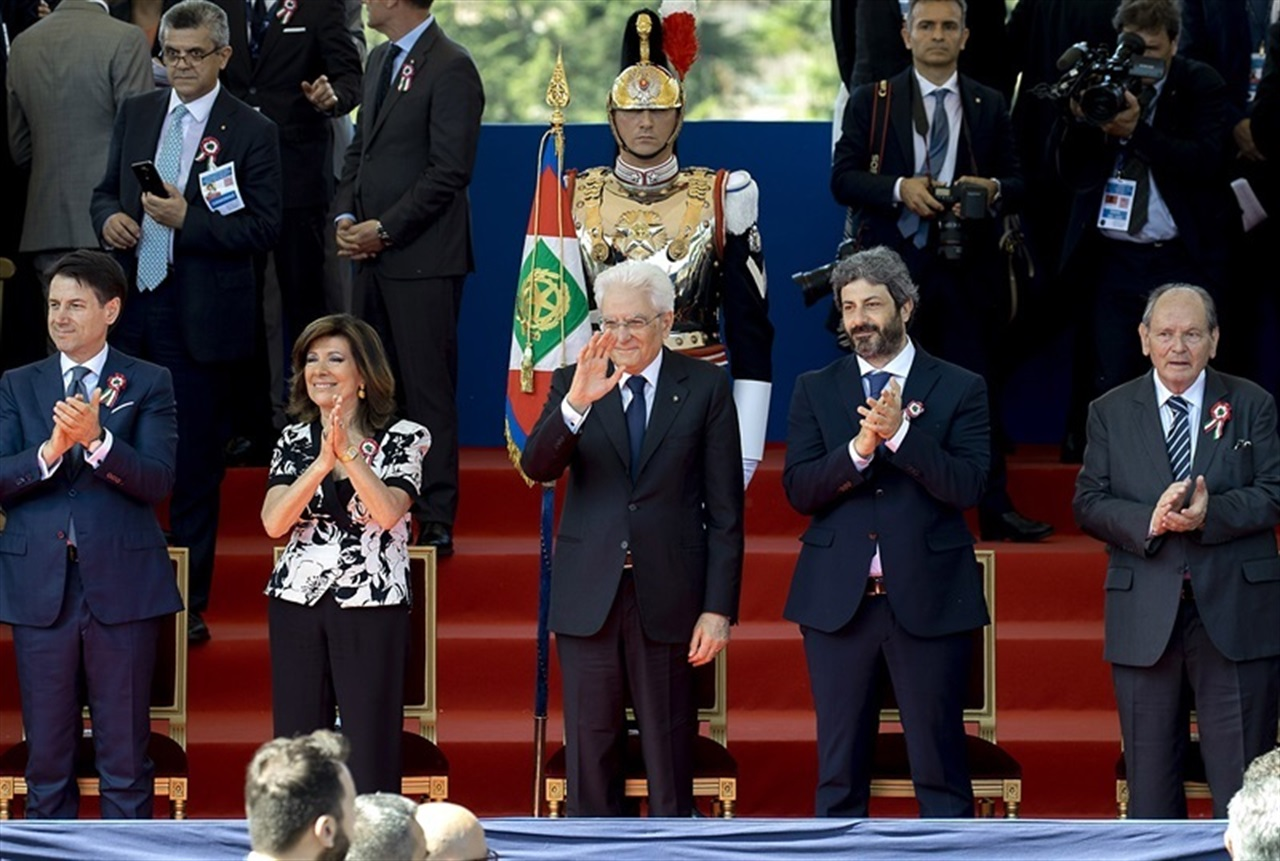
Le alte cariche dello Stato il 2 giugno 2018 (giorno seguente al giuramento): il neo-presidente Conte si trova all'estrema sinistra, a seguire verso destra Maria Elisabetta Alberti Casellati, Sergio Mattarella, Roberto Fico e Giorgio Lattanzi

Dopo aver giurato al Quirinale, il 5 giugno tenne il suo discorso d'insediamento al Senato, ottenendo la fiducia con 171 voti favorevoli, 117 contrari e 25 astenuti. Il giorno successivo ottenne la fiducia anche alla Camera con 350 voti favorevoli, 236 contrari e 35 astenuti.
Durante il suo discorso di insediamento, Conte annunciò la sua volontà di ridurre l'immigrazione clandestina e aumentare il contrasto ai trafficanti di esseri umani e ai contrabbandieri. Inoltre affermò di voler sostenere una lotta contro la corruzione politica, di voler introdurre una legge che regolasse il conflitto di interessi, una legge che espandesse il diritto all'autodifesa, la riduzione delle tasse, un taglio drastico dei costi della politica e propose anche di togliere le sanzioni internazionali contro la Russia.

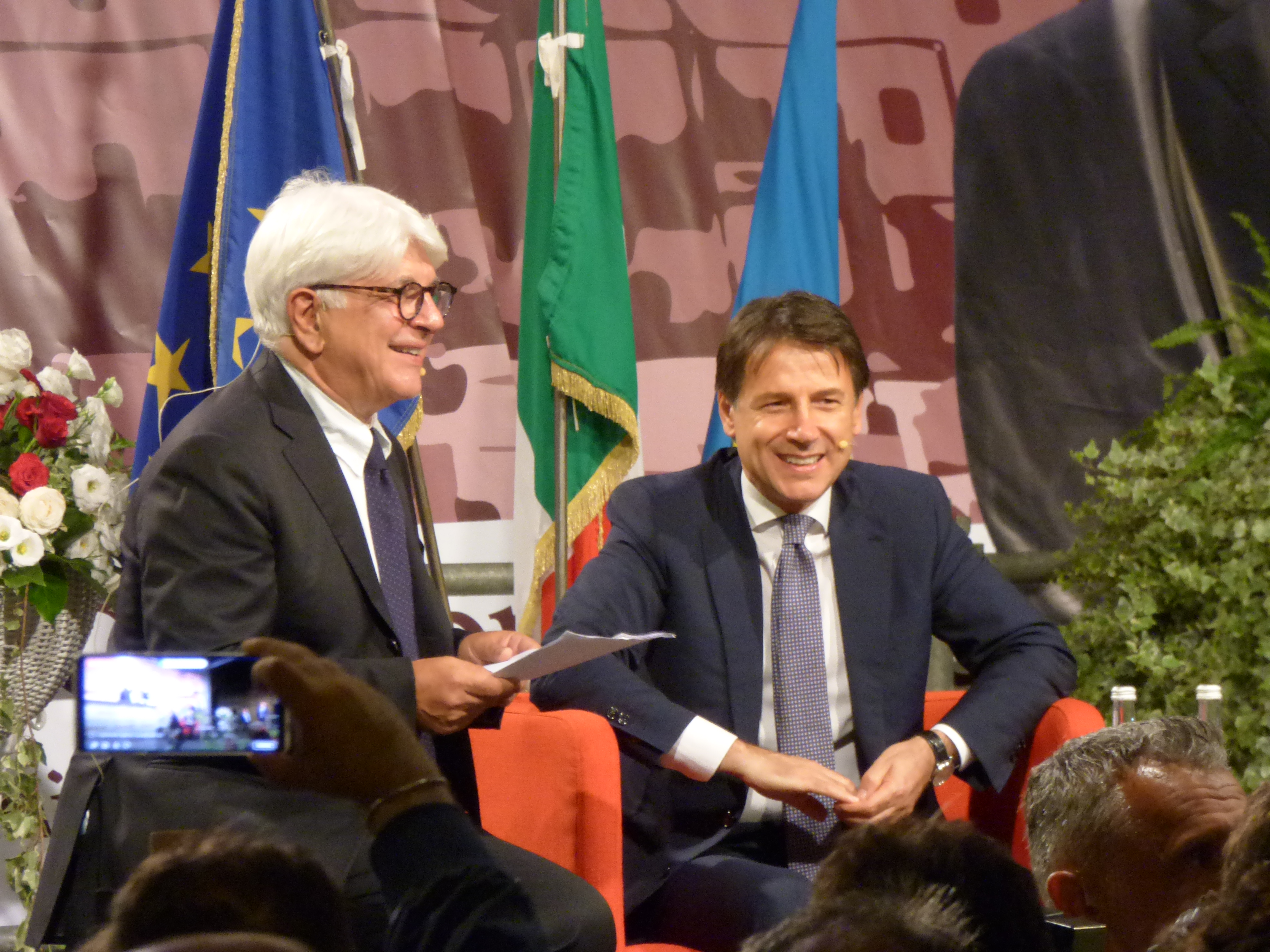
Prima uscita pubblica del Presidente del Consiglio Conte, settembre 2018, Ceglie Messapica- Manifestazione "La Piazza" della testata Affaritaliani.it - I edizione

Dal 5 febbraio 2019 al 10 luglio 2019 Conte riassunse temporaneamente le deleghe alle politiche europee dopo le dimissioni del ministro Paolo Savona, eletto presidente della CONSOB, fino all'insediamento di Lorenzo Fontana.

#### Dimissioni e reincarico

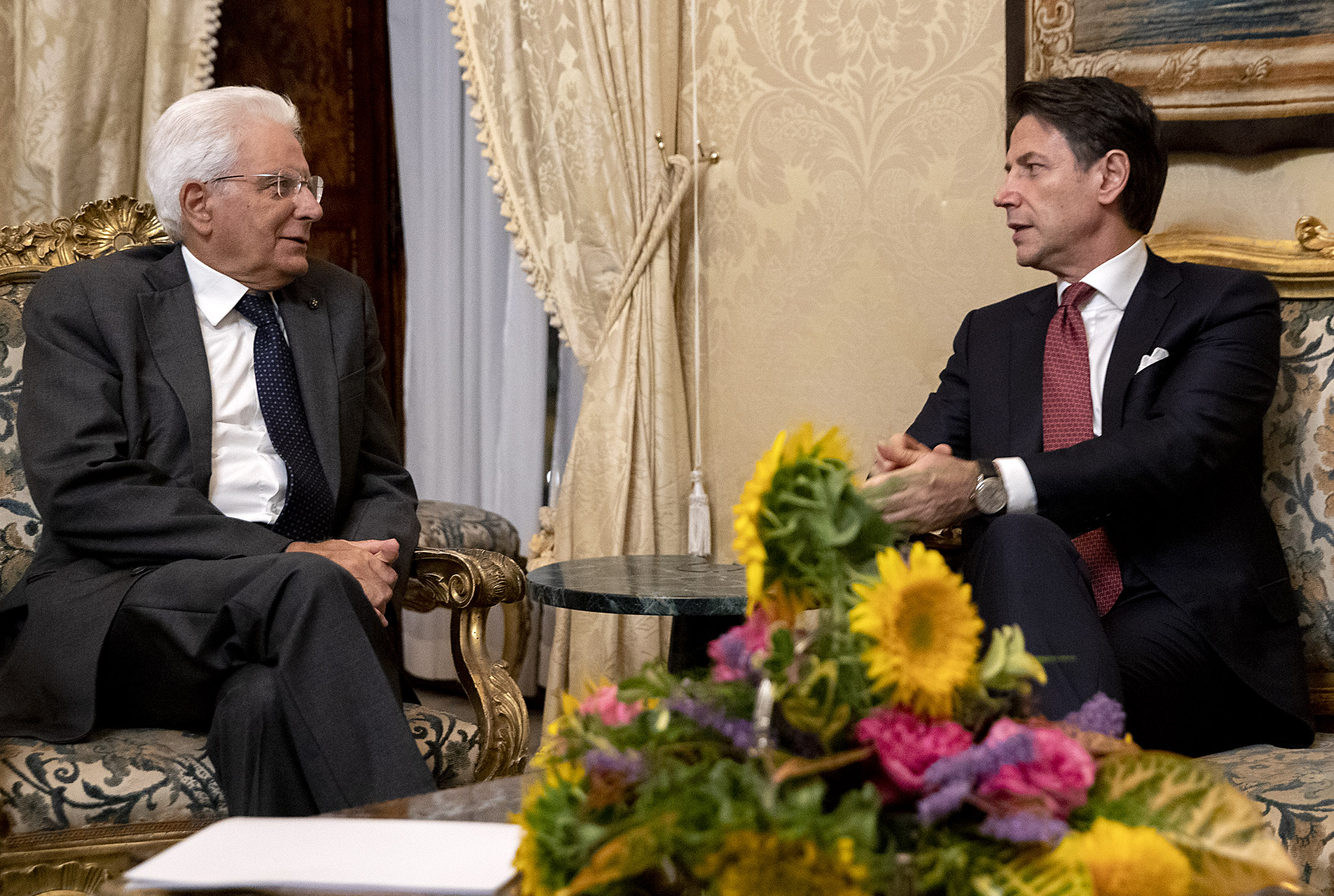
Il presidente Conte rassegna le dimissioni al Presidente della Repubblica Sergio Mattarella il 20 agosto 2019

Nella serata del 20 agosto 2019, al termine di un lungo e animato confronto parlamentare in Senato dovuto a una mozione di sfiducia, presentata e in seguito ritirata dalla Lega, in cui il presidente del Consiglio accusò duramente l'ormai suo ex vice Salvini di essere un opportunista politico e di aver scatenato la crisi politica solo per rincorrere interessi personali e di partito, Conte si recò dal Presidente della Repubblica Sergio Mattarella, al quale presentò le dimissioni dalla carica di Presidente del Consiglio dei ministri, restando in carica per il disbrigo degli affari correnti.

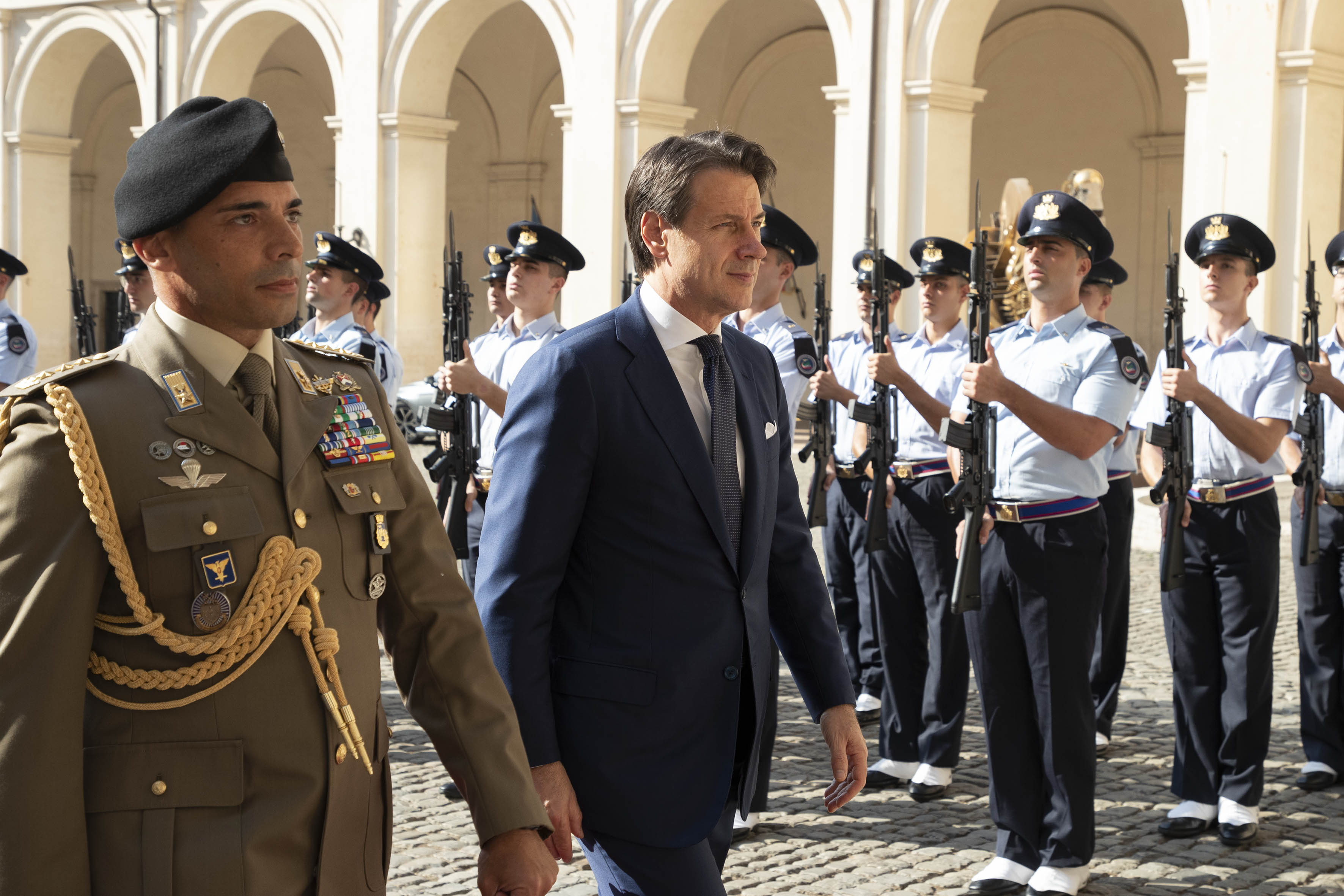
Il Presidente del Consiglio uscente Conte entra nel Palazzo del Quirinale per ricevere un nuovo incarico di formare il governo (29 agosto 2019)

Al termine delle consultazioni del Presidente della Repubblica emerse una possibile nuova maggioranza, tra il Movimento 5 Stelle, il Partito Democratico e Liberi e Uguali. Il 28 agosto il segretario del PD Nicola Zingaretti al Palazzo del Quirinale dichiara di essere favorevole nel mantenere Giuseppe Conte alla guida del nuovo governo, così come era stato richiesto dal Movimento 5 Stelle. Il 29 agosto Mattarella convoca il presidente Conte, dimissionario, a Palazzo del Quirinale per conferirgli l'incarico di formare un nuovo governo, che il presidente del Consiglio incaricato accetta con riserva.

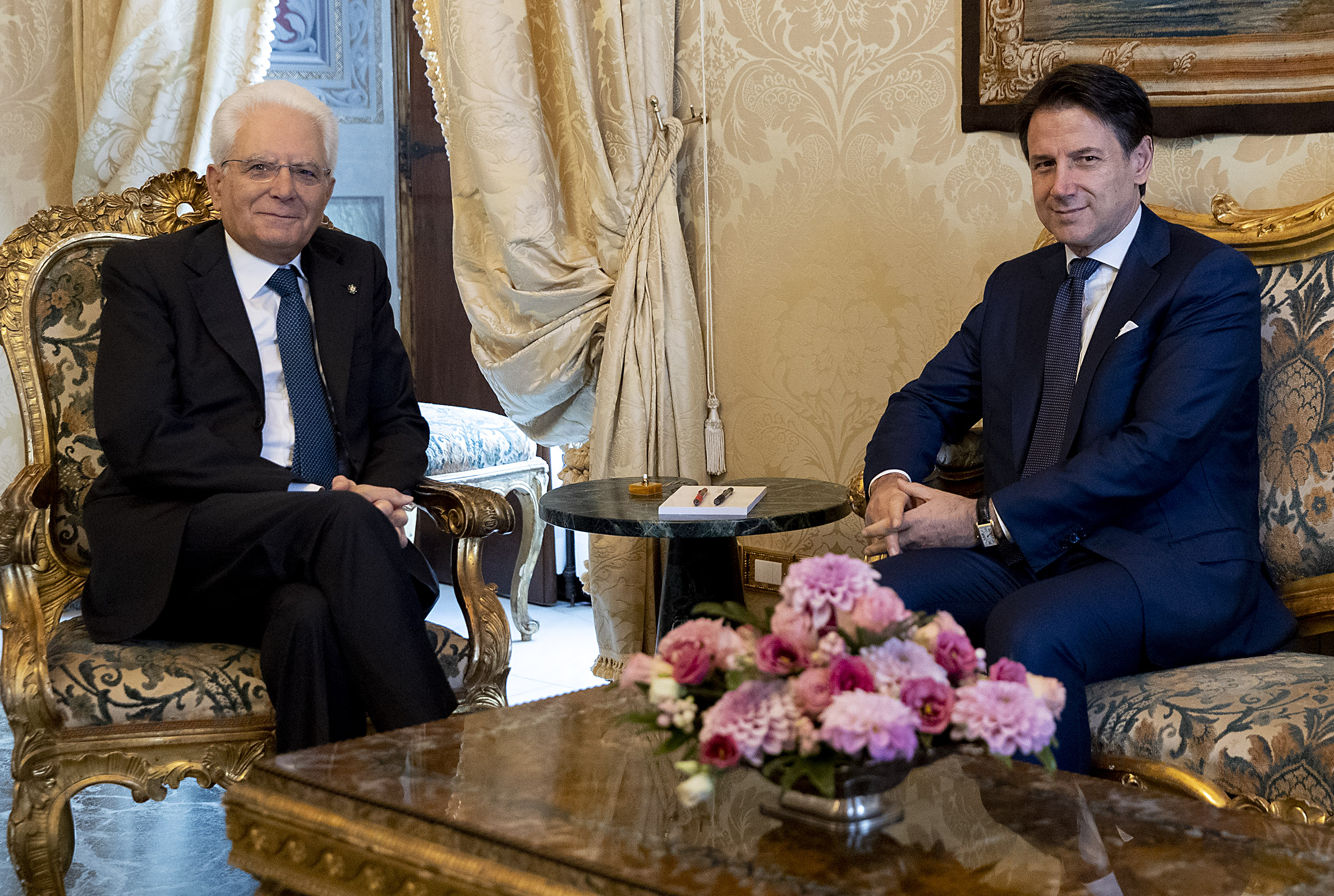
Il Presidente del Consiglio incaricato Giuseppe Conte col Presidente della Repubblica Sergio Mattarella il 29 agosto 2019

Salito al Quirinale, per incontrare il presidente della Repubblica Sergio Mattarella, il 4 settembre 2019 scioglie positivamente la riserva. Dopo aver giurato al Palazzo del Quirinale il 5 settembre, il 9 settembre Conte tenne il discorso d'insediamento del suo secondo governo alla Camera dei deputati, ottenendo la fiducia con 343 voti favorevoli, 263 contrari e 3 astenuti. Il giorno successivo il governo Conte II ottenne la fiducia anche al Senato della Repubblica con 169 voti favorevoli, 133 contrari e 5 astenuti. L'ex ministro ed eurodeputato Carlo Calenda e il senatore Matteo Richetti, contrari al governo, lasciano il Partito Democratico e fondano il soggetto politico centrista Azione.

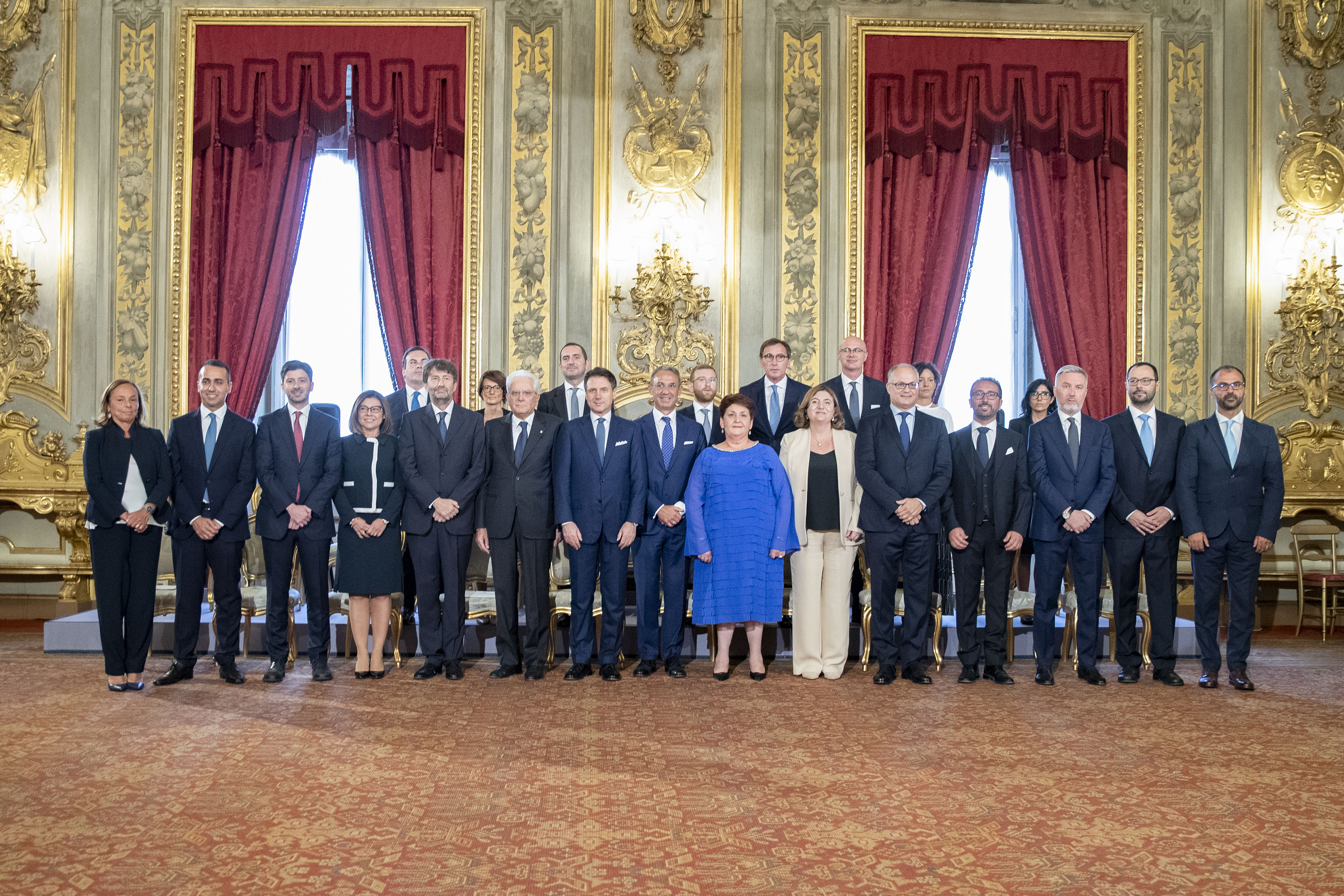
Il giuramento del Governo Conte II al Quirinale il 5 settembre 2019

In occasione del discorso di presentazione alla Camera del suo secondo esecutivo, il 9 settembre 2019, il presidente del Consiglio ha ribadito che anche il governo M5S-PD avrebbe seguito le linee politiche decise in materia durante il governo gialloverde.
Il 16 settembre, dopo pochi giorni dal voto di fiducia, in un'intervista, l'ex presidente del Consiglio Matteo Renzi annunciò l'intenzione di lasciare il PD, lanciando un nuovo partito politico liberale di centro, chiamato Italia Viva, confermando il sostegno al governo presieduto da Conte. Due ministri e un sottosegretario del governo hanno aderito, nei giorni successivi, al partito di Renzi.
Il 30 dicembre 2019, il ministro dell'istruzione, dell'università e della ricerca, Lorenzo Fioramonti, rassegnò le dimissioni dopo disaccordi col resto della maggioranza in merito all'insufficiente quota di fondi dedicati all'istruzione e alla ricerca previsti dalla legge di bilancio 2020. Conte assunse il ruolo ministeriale ad interim fino al 10 gennaio 2020, annunciando la sua decisione di dividere il Ministero dell'istruzione, dell'università e della ricerca in due distinti ministeri: un Ministero dell'istruzione, guidato dall'ex sottosegretario Lucia Azzolina (M5S), e un Ministero dell'università e della ricerca, guidato dall'ex rettore dell'Università di Napoli Federico II Gaetano Manfredi (Indipendente).

#### Attività alla Presidenza del Consiglio

##### Politica economica
Una delle principali proposte di Conte è stata la riforma programmata del sistema fiscale italiano, promossa principalmente dalla Lega e caratterizzata dall'introduzione di una cosiddetta "tassa piatta" (flat tax) per le imprese e i privati, con una esenzione fiscale per le famiglie a basso reddito e alcune piccole correzioni al fine di mantenere un certo grado di progressione fiscale come richiesto dalla Costituzione italiana. Le coperture sarebbero state individuate attraverso un condono ("pace fiscale") sollevando dubbi fra molti economisti, e lotta all'evasione fiscale. Nelle ultime settimane del 2018 ha gestito la mediazione tra il suo esecutivo e la Commissione europea sulla manovra economica, conclusasi con l'assenso di Bruxelles affinché l'Italia portasse il deficit al 2,04% del PIL (contro la richiesta originaria del 2,4%).
In sinergia con i ministri Savona e Tria, Conte ha promosso, nell'ottobre 2018, la convocazione della prima "cabina di regia" sugli investimenti da parte delle grandi imprese partecipate dallo Stato italiano.

##### Ambiente e transizione energetica

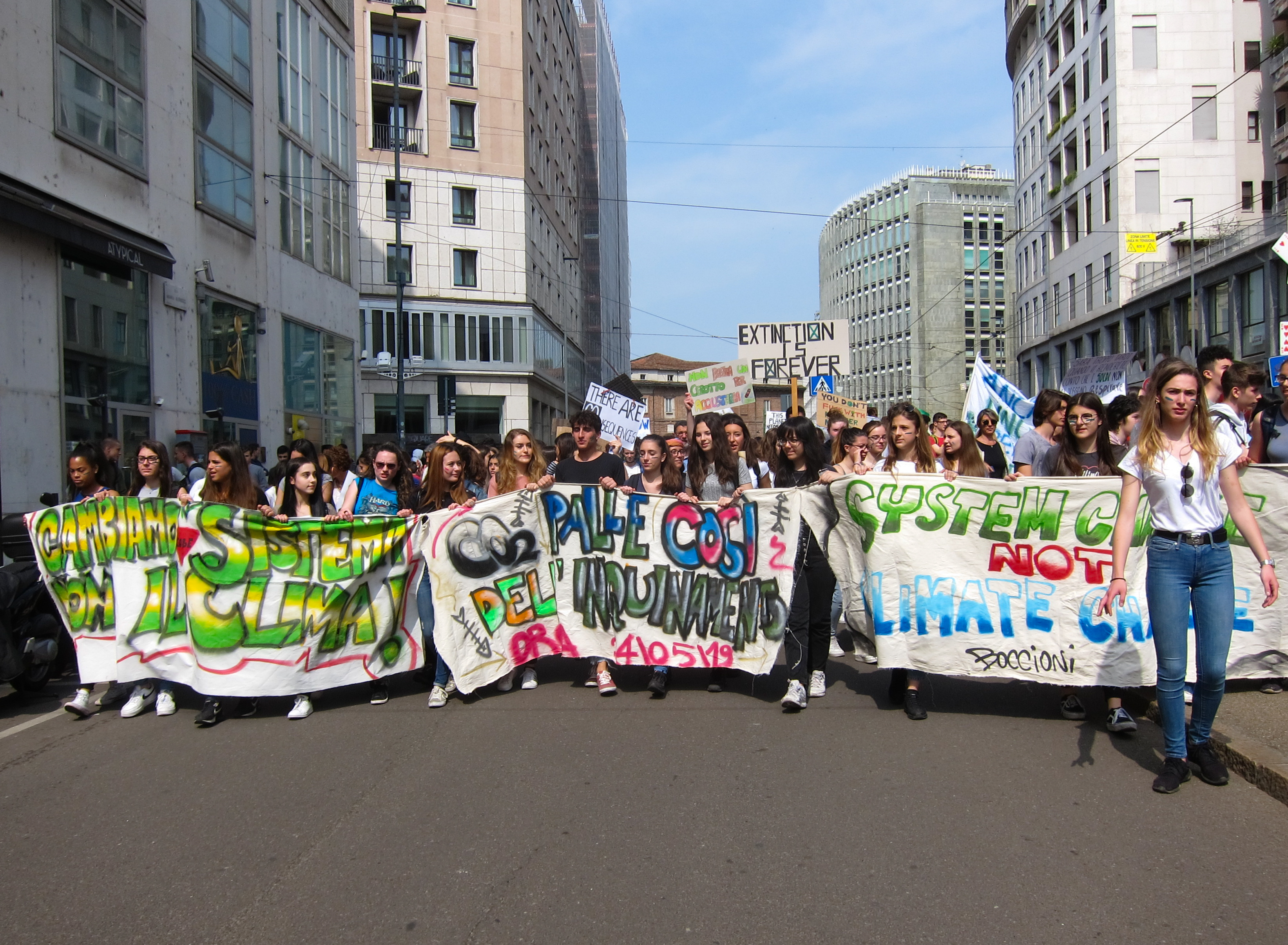
Fridays for Future a Milano, il 27 settembre 2019

In tema di politica energetica e ambientale, su iniziativa del Movimento 5 Stelle, che aveva nella questione un suo vecchio cavallo di battaglia politico, durante il primo esecutivo guidato dall'accademico pugliese è stata introdotta, tramite il Decreto Semplificazioni dell'aprile 2019, una norma finalizzata a sospendere i procedimenti amministrativi relativi al conferimento di nuovi permessi di prospezione, di ricerca o di concessioni di coltivazione di idrocarburi liquidi e gassosi nell'offshore marittimo italiano e di aumentare i canoni per gli impianti già esistenti di 25 volte.
Nel settembre 2019, a capo del suo secondo governo, Conte ha lanciato il cosiddetto "Green New Deal", nuovo patto verde, dal nome dell'analoga iniziativa degli Stati Uniti d'America che mirava ad affrontare il cambiamento climatico e la disuguaglianza economica. Nello stesso periodo, ha elogiato gli studenti che hanno protestato contro i cambiamenti climatici, garantendo il massimo impegno del governo a tradurre questa richiesta di cambiamento in soluzioni concrete.

##### Risposta alla crisi della pandemia di COVID-19

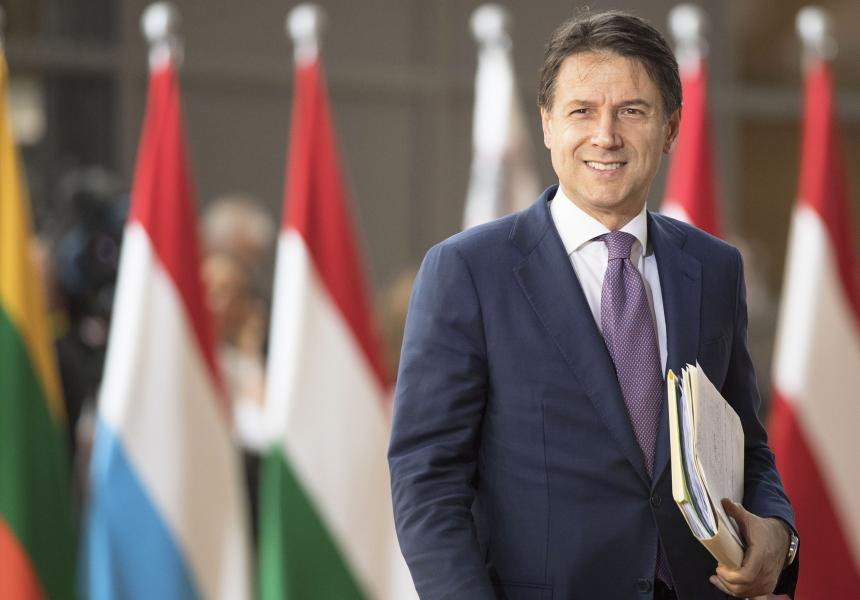
Giuseppe Conte al Consiglio europeo dell’11 aprile 2020

In campo europeo, dove da più parti la pandemia di COVID-19 è stata definita una sfida decisiva per la tenuta dell'Unione europea a causa delle minacce da essa poste alla stabilità politica ed economica dei Paesi membri, il governo Conte si è espresso a favore dell'emissione di titoli di debito comuni per l'Eurozona ("Eurobond") e ha concordato col primo ministro spagnolo Pedro Sánchez e il presidente francese Emmanuel Macron il sostegno a un piano di rilancio economico dell'Unione finanziato con i contributi del bilancio comune europeo. Nella riunione del Consiglio europeo del 23 aprile i capi dei Paesi membri dell'Unione hanno approvato l'idea del "Fondo per la ripresa". Dopo un aspro e complicato confronto tra il presidente del Consiglio italiano e il primo ministro dei Paesi Bassi Mark Rutte, che non è riuscito a bloccare l'introduzione di politiche di mutualizzazione del deficit ma ha ottenuto dalla trattativa l'istituzione di poteri di controllo dei governi terzi sull'erogazione dei fondi europei ai singoli Stati dell'Unione, nel luglio successivo il Consiglio europeo ha dato il via libera definitivo al fondo Next Generation Eu, comprendente 390 miliardi di euro per aiuti a fondo perduto e 360 miliardi per prestiti a medio-lungo termine.
Dal 13 al 21 giugno Conte ha convocato a Villa Pamphili a Roma gli "Stati generali" per discutere con gli esponenti delle categorie produttive, del mondo economico, dell'impresa e della società civile le linee guida per la ripresa del Paese sulla scia di un piano programmatico presentato da una task force guidata dall'ex amministratore delegato di Vodafone, il bresciano Vittorio Colao.

##### Immigrazione

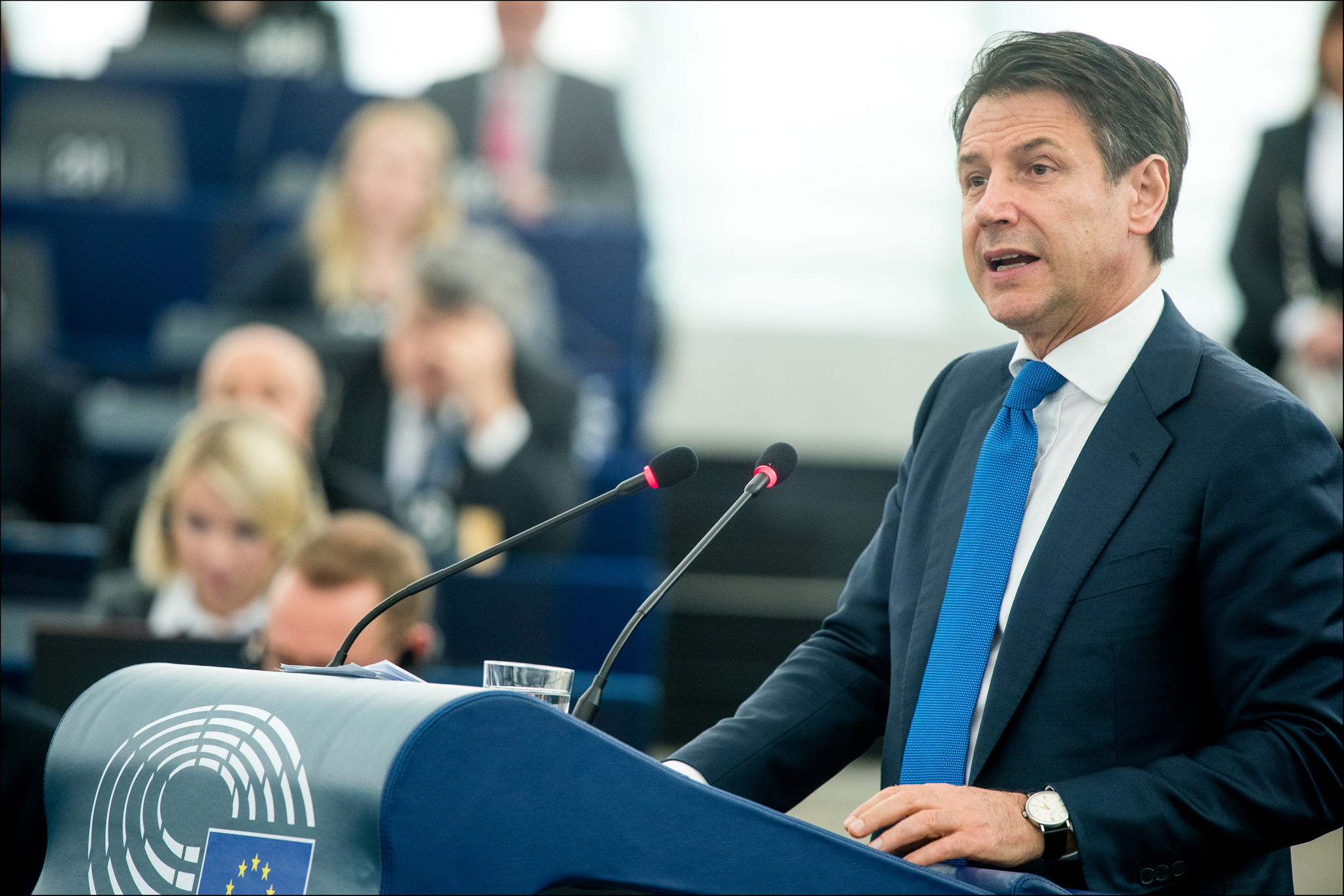
Conte durante una conferenza al Parlamento europeo

Durante il suo primo governo con Lega e Movimento 5 Stelle, sin dal suo insediamento nel 2018, Conte promosse delle politiche più rigorose e severe in materia dell'immigrazione e sicurezza pubblica attraverso controlli, dove dal 2013 l'Italia ha assorbito oltre 700.000 migranti africani arrivati in barca dalla Libia, su spinta, principalmente, della linea dura intrapresa dal suo ministro dell'Interno Matteo Salvini, che Conte definì come una strategia condivisa nel governo sul contrasto agli sbarchi.
Il 23 settembre 2019 l'Italia e altri quattro paesi dell'Unione europea, e precisamente Germania, Francia, Malta e Finlandia, concordarono un progetto di accordo da presentare ad altri paesi dell'UE su come gestire la crisi dei migranti e distribuire quelli salvati dal Mediterraneo, accordo raggiunto da Conte e il suo ministro dell'Interno nel secondo governo Luciana Lamorgese.
L'8 aprile 2020, nel pieno della pandemia di COVID-19, il governo decise di chiudere tutti i porti italiani fino al 31 luglio, dichiarando che non si potevano garantire i requisiti necessari per la classificazione e la definizione di "luogo sicuro", stabiliti dalle Regole di Amburgo sulla ricerca e il salvataggio marittimi.

##### Pandemia di COVID-19
A febbraio 2020 l'Italia divenne il primo Stato europeo e il secondo al mondo per numero di casi confermati di COVID-19, una grave malattia respiratoria causata da un virus (SARS-CoV-2 per la precisione) originatosi dalla Cina. Alla fine di gennaio il governo interdisse tutti i voli da e verso la Cina, diventando il primo Stato europeo ad adottare questa misura. Ad aprile 2020 s'erano confermati oltre 200 000 casi d'infezione, localizzati prevalentemente in Lombardia, Emilia-Romagna, Veneto e Piemonte.
Il 22 febbraio il Consiglio dei ministri annunciò un provvedimento per contenere l'epidemia di COVID-19, mettendo in quarantena più di 50.000 persone provenienti da undici diversi comuni del Nord Italia. Il presidente Conte dichiarò: "Nelle zone di epidemia saranno previste misure di isolamento obbligatorio, disponendo in codesti luoghi, la sospensione delle attività lavorative e degli eventi sportivi." Le scuole furono successivamente chiuse, per decisione dei presidenti delle regioni interessate in Lombardia, Veneto, Emilia-Romagna, Piemonte e Fiuli-Venezia Giulia.
Nelle prime ore di domenica 8 marzo il presidente Conte decretò la limitazione agli spostamenti interni e il quasi totale divieto di uscita da una zona di sicurezza costituita dalla Lombardia e dalle province di Modena, Parma, Piacenza, Reggio Emilia, Rimini, Pesaro e Urbino, Alessandria, Asti, Novara, Verbano Cusio Ossola, Vercelli, Padova, Treviso e dalla città metropolitana di Venezia. Le nuove misure introdotte, giustificate con l'aumento dei casi di COVID-19 nei territori di riferimento, imponevano limitazioni all'attività di esercizi commerciali e bar, una riduzione degli spostamenti esterni al territorio dei comuni di residenza per i cittadini non in possesso dei requisiti di urgenza legati a necessità lavorative, sanitarie o personali (da testimoniare con autocertificazione) e il divieto assoluto di uscita da casa per i cittadini in quarantena. Dopo un duro confronto politico coi partiti dell'opposizione, che invocavano misure maggiormente restrittive e un controllo delle conseguenze economiche e finanziarie del blocco (nel contesto di una giornata turbolenta per le borse di tutto il mondo Piazza Affari ha lasciato sul terreno oltre l'11% nella seduta del 9 marzo.), la sera del giorno successivo Conte annunciò l'estensione delle misure a tutto il territorio nazionale
Il 6 aprile Conte annunciò un nuovo piano economico, costituito da 200 miliardi di euro di prestiti garantiti dallo Stato alle imprese e ulteriori 200 miliardi di euro di garanzie a sostegno delle esportazioni.
Il 10 aprile Conte fece ulteriori annunci, estendendo il blocco fino al 3 maggio, consentendo ad alcune attività specifiche, come librerie e attività di silvicoltura di riaprire con specifiche misure di sicurezza. Lo stesso giorno, nominò un comitato tecnico scientifico per il rilancio dell'Italia dopo la crisi; la squadra guidata da Vittorio Colao era composta da un totale di diciannove membri, scelti tra professori universitari, dirigenti e funzionari della pubblica amministrazione, tra cui in particolare Mariana Mazzucato ed Enrico Giovannini. Il 26 aprile fu annunciata la cosiddetta "Fase 2", a partire dal 4 maggio, col persistere del divieto di movimento tra le regioni, ma consentendo quelli tra i comuni solo per motivi di lavoro e di salute, nonché per i parenti in visita. Il 3 giugno 2020 termina la Fase 2 e inizia la Fase 3. Sono consentiti da questo giorno gli spostamenti tra regioni.
Nell'ottobre 2020 i casi confermati di COVID continuano a crescere, raggiungendo il record giornaliero dall'inizio della pandemia. Il 7 ottobre il Parlamento approva il DPCM che proroga lo stato d'emergenza al 31 gennaio 2021. Il 13 ottobre il Consiglio dei ministri approva un nuovo decreto riguardante ulteriori restrizioni per bar e ristoranti nonché l'uso obbligatorio della mascherina di protezione all'aperto. Il 18 ottobre Conte annuncia ulteriori restrizioni, tra cui la limitazione degli orari di apertura di bar e ristoranti, nonché la sospensione degli sport di contatto amatoriali, delle sagre e dei convegni. Il 25 ottobre il governo introduce nuove restrizioni, imponendo la chiusura di palestre, piscine, teatri e cinema, nonché la chiusura di bar e ristoranti entro le ore 18:00.

##### Politica estera

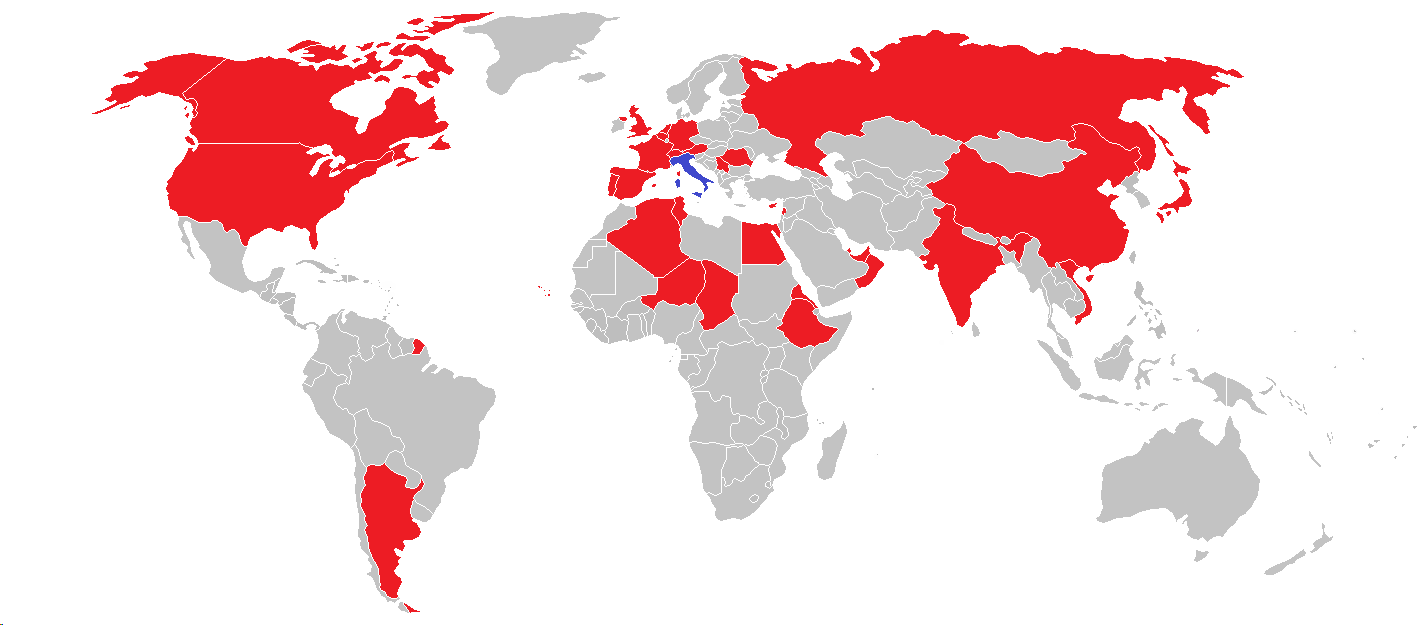
Visite all'estero di Giuseppe Conte da Presidente del Consiglio italiano

La prima visita di Stato di Conte si svolse l'8 e il 9 giugno 2018, in occasione del suo primo vertice del 44º G7 a cui ha partecipato in Canada, ospitato dal suo primo ministro Justin Trudeau. Durante le due giornate ebbe incontri bilaterali col presidente della Commissione europea Jean-Claude Juncker, il presidente del Consiglio europeo Donald Tusk, il primo ministro britannico Theresa May e il primo ministro giapponese Shinzō Abe.

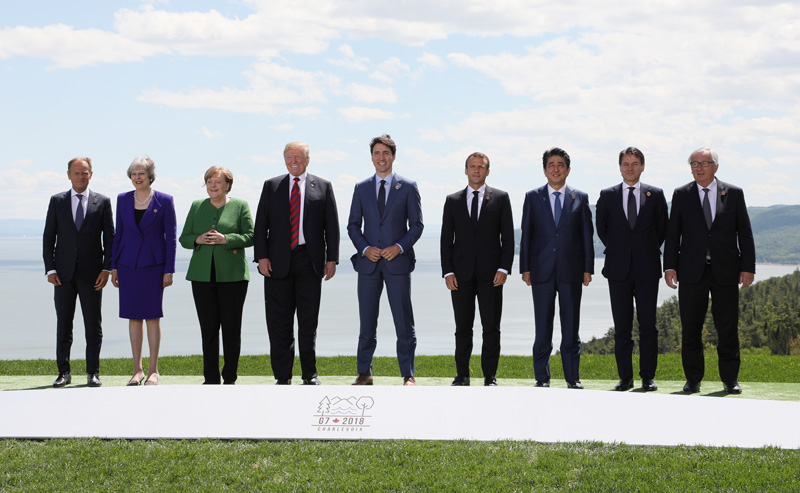
Giuseppe Conte al 44º G7 del 2018 a La Malbaie in Canada

Durante il vertice, fu l'unico a sostenere il presidente degli Stati Uniti d'America Donald Trump e la sua proposta di riammettere la Russia nel G7; tuttavia assumendo un punto di vista europeista, condiviso dagli altri cinque partecipanti, e condannando i dazi doganali di Trump sull'acciaio e alluminio esportati dall'Unione europea. Il giorno seguente, Conte fu ringraziato per le sue posizioni in Russia e la sua posizione dal presidente Trump, che l'invitò alla Casa Bianca.
Il 28 giugno 2018 Conte partecipa alla sua prima riunione del Consiglio europeo per discutere di politiche migratorie, sicurezza e finanza.
Dal 25 al 29 settembre presenzia alla 73ª sessione dell'Assemblea generale delle Nazioni Unite, mentre dal 30 novembre al 1º dicembre interviene al G20 tenuto a Buenos Aires.
Il 14 giugno 2019, come da programma, partecipa a Malta al vertice dei paesi del Sud membri della Unione europea.

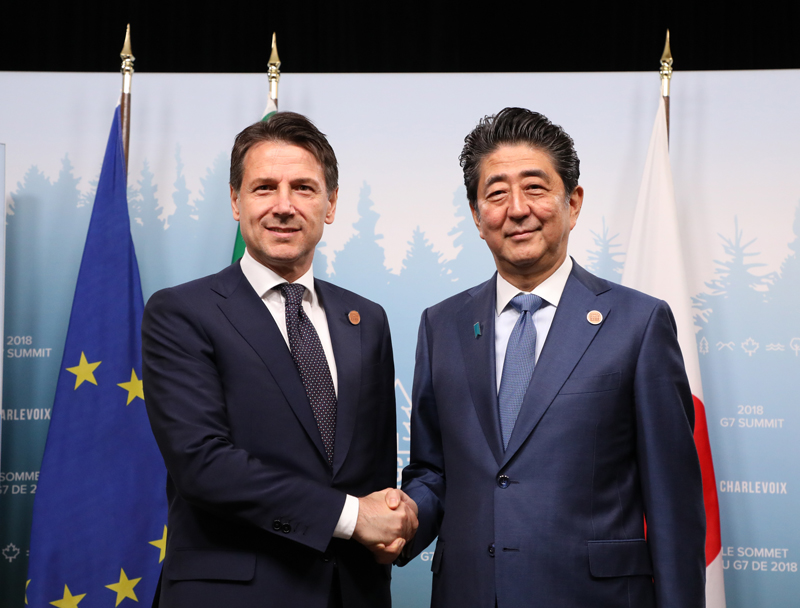
Giuseppe Conte con il primo ministro del Giappone Shinzō Abe nel giugno 2018

Il 28 e 29 giugno 2019 prese parte al vertice dei G20 a Osaka, in Giappone.
Dal 24 al 26 agosto 2019 presenziò al G7 svoltosi in Francia a Biarritz come presidente dimissionario del suo primo governo.

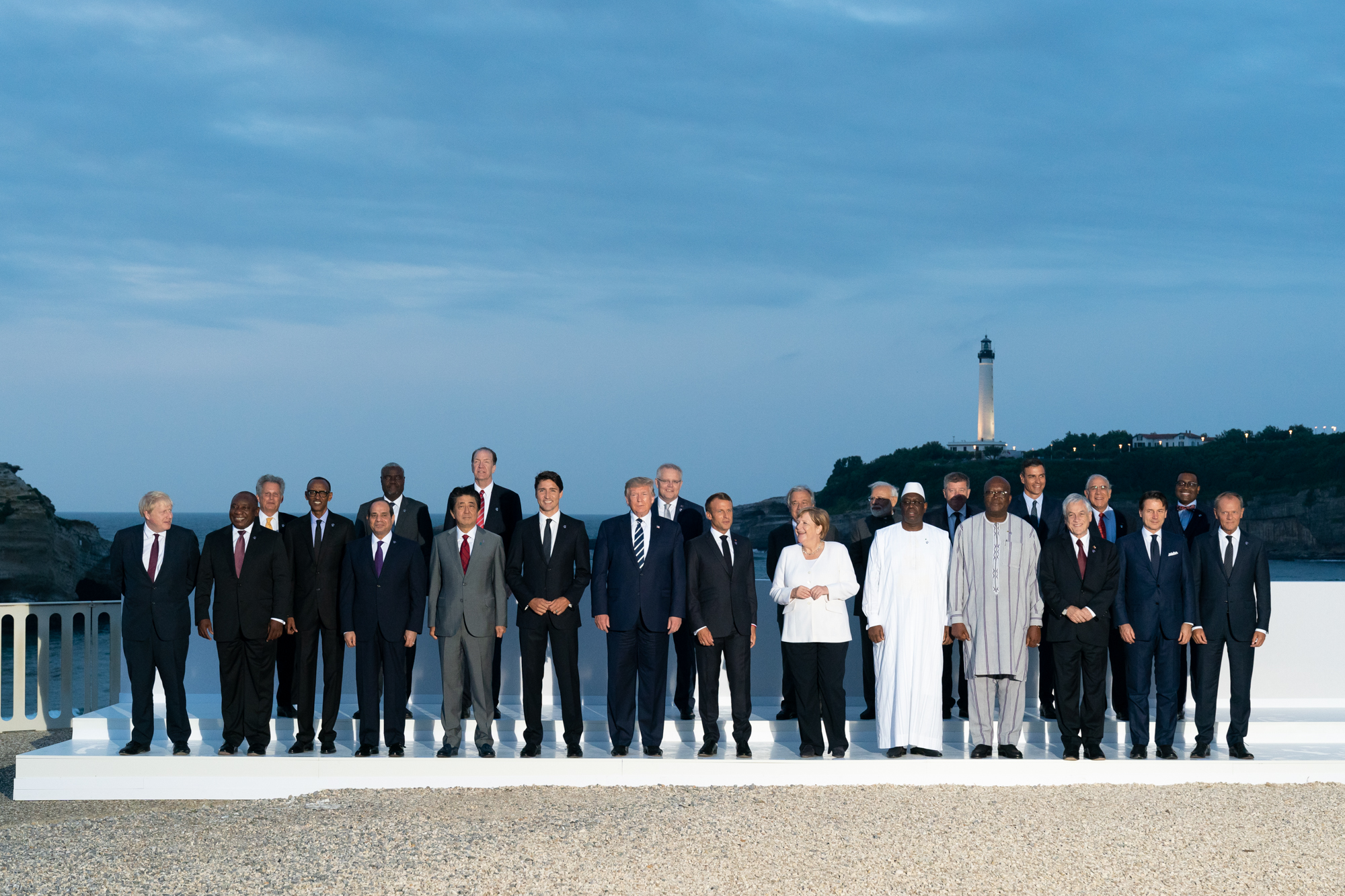
Giuseppe Conte al G7 del 2019 a Biarritz, in Francia

Il 15 ottobre 2019 fu in visita presso la capitale albanese di Tirana. Durante tale occasione rimarcò, al presidente della repubblica Ilir Meta e al primo ministro Edi Rama, il sostegno dell'Italia all'apertura dei negoziati per l'ingresso dell'Albania nell'Unione europea.
Nel gennaio 2020 la situazione della guerra civile libica divenne sempre più preoccupante, con le truppe del maresciallo di campo Khalifa Haftar che si avvicinavano a Tripoli. Durante la crisi, Conte tenne una serie di incontri bilaterali a Roma sia con Haftar sia con Fayez al-Sarraj, presidente del Consiglio presidenziale della Libia, considerati due dei principali contendenti nella guerra civile. Dopo le pressioni della comunità internazionale, il 12 gennaio Haftar annunciò un cessate il fuoco. il 19 gennaio 2020 partecipò alla Conferenza internazionale di Berlino sulla Libia.

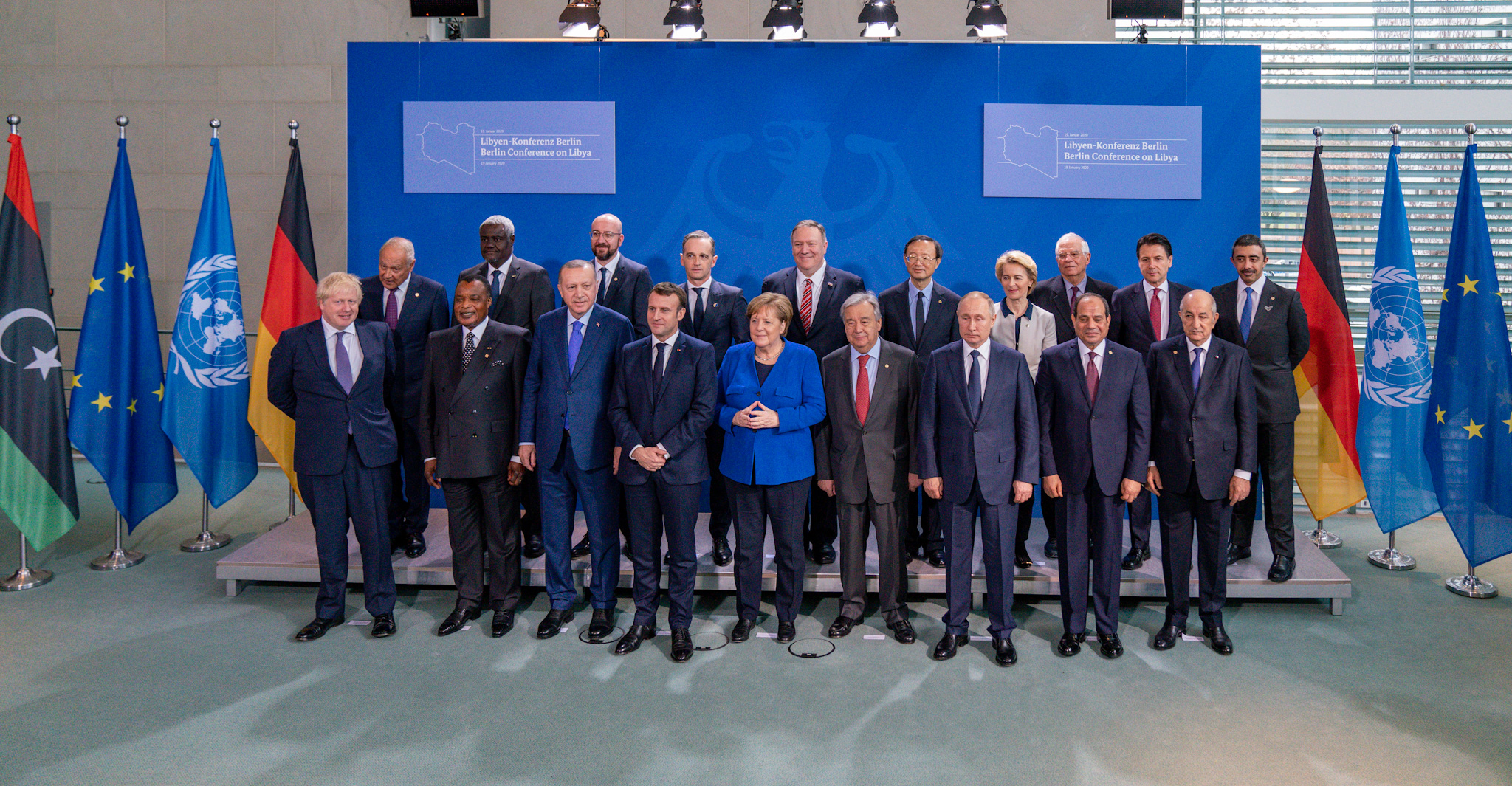
Foto di gruppo della Conferenza di Berlino sulla Libia, 19 gennaio 2020

Durante il suo mandato, s'espresse a favore dell'allargamento dell'Unione europea agli Stati balcanici e sostenne l'ingresso della Bulgaria nell'area Euro. Inoltre, dichiarò più volte il suo appoggiò alla posizione europea di sostegno alla mediazione delle ricorrenti crisi politiche e militari che hanno diviso Stati Uniti d'America e Iran.

###### Russia

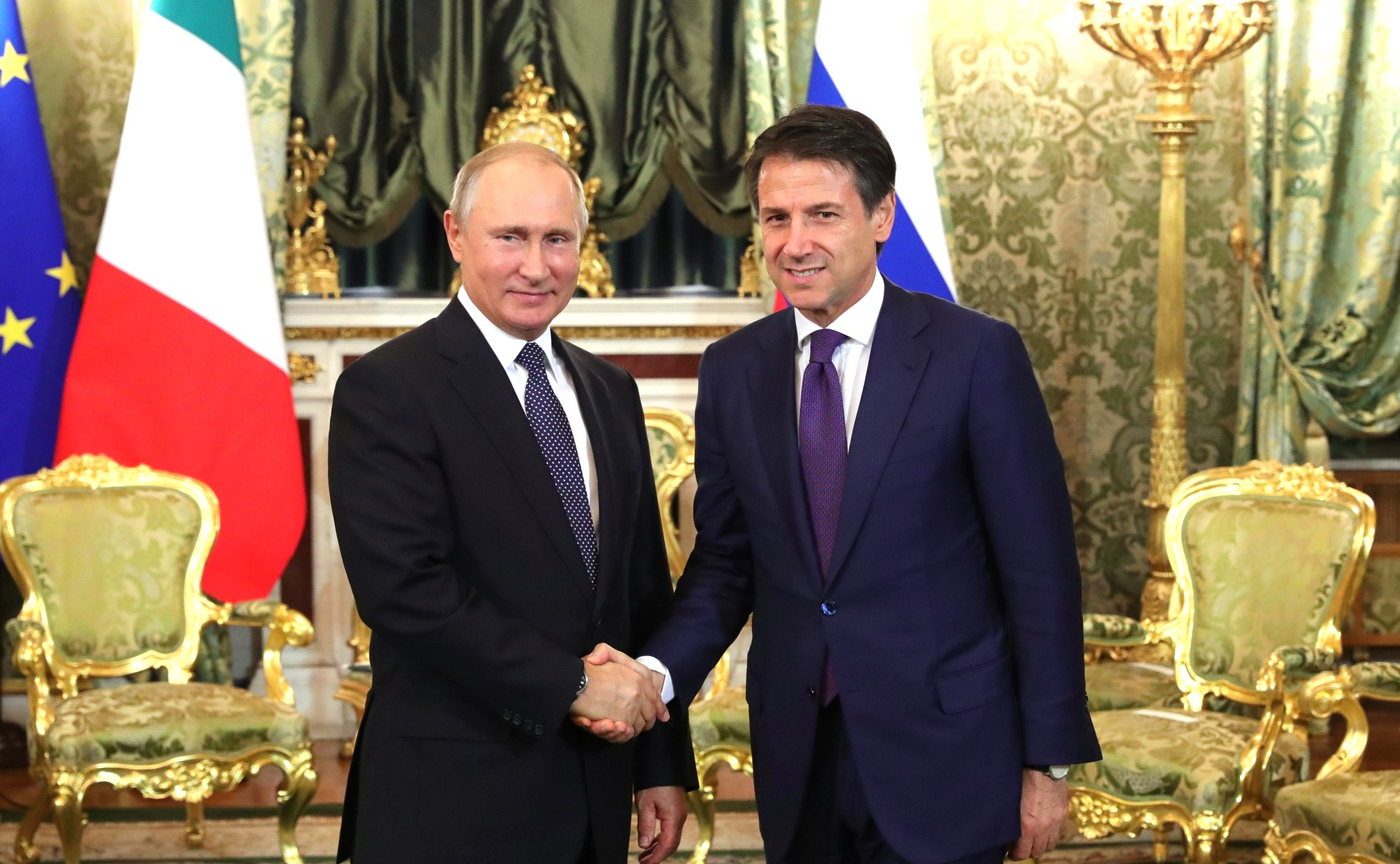
Conte e il presidente russo Vladimir Putin al Cremlino nell'ottobre 2018

Sin dall'inizio del suo mandato, la politica estera di Conte è stata caratterizzata da un forte approccio alla Russia, in quanto sostenne una revisione o addirittura l'abrogazione delle sanzioni internazionali a suo carco, che danneggiano l'economia italiana. Inoltre considerava la Russia come partner strategico nella lotta contro il terrorismo islamico, tuttavia sottolineando che sotto la sua guida l'Italia rimarrà un membro attivo della NATO e uno stretto alleato degli Stati Uniti.
Durante la pandemia di COVID-19 nel marzo 2020, dopo una telefonata con Conte, il presidente della Federazione Russa Vladimir Putin organizzò l'invio, da parte dell'esercito russo, di medici militari, veicoli speciali per la disinfezione e altre attrezzature mediche in Italia, il paese europeo più colpito dal coronavirus.

###### Stati Uniti d'America

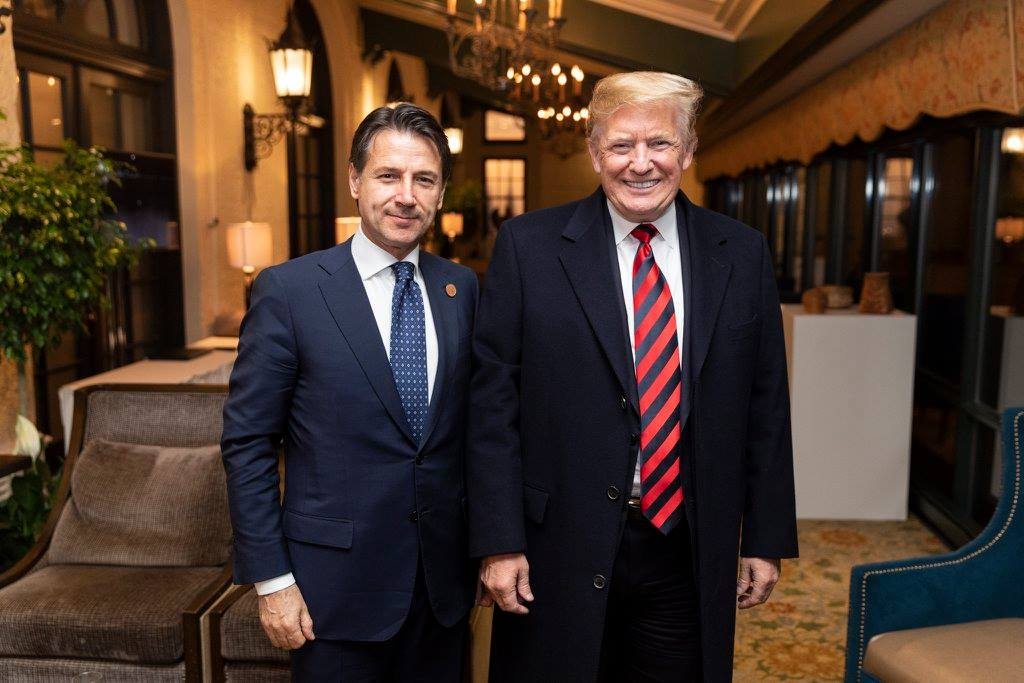
Conte e il presidente degli Stati Uniti d'America Donald Trump

Durante la sua presidenza, Conte costruì uno stretto rapporto con il presidente degli Stati Uniti d'America Donald Trump, tant'è che, fin dall'inizio del suo governo, Trump lo considerò un alleato fondamentale negli incontri internazionali e un suo "interlocutore privilegiato" in Europa. Inoltre Trump ha elogiato Conte, descrivendolo come un "leader davvero grande", e lo appoggia anche durante la crisi del suo primo governo nel 2019, sperando che potesse rimanere Presidente del Consiglio.

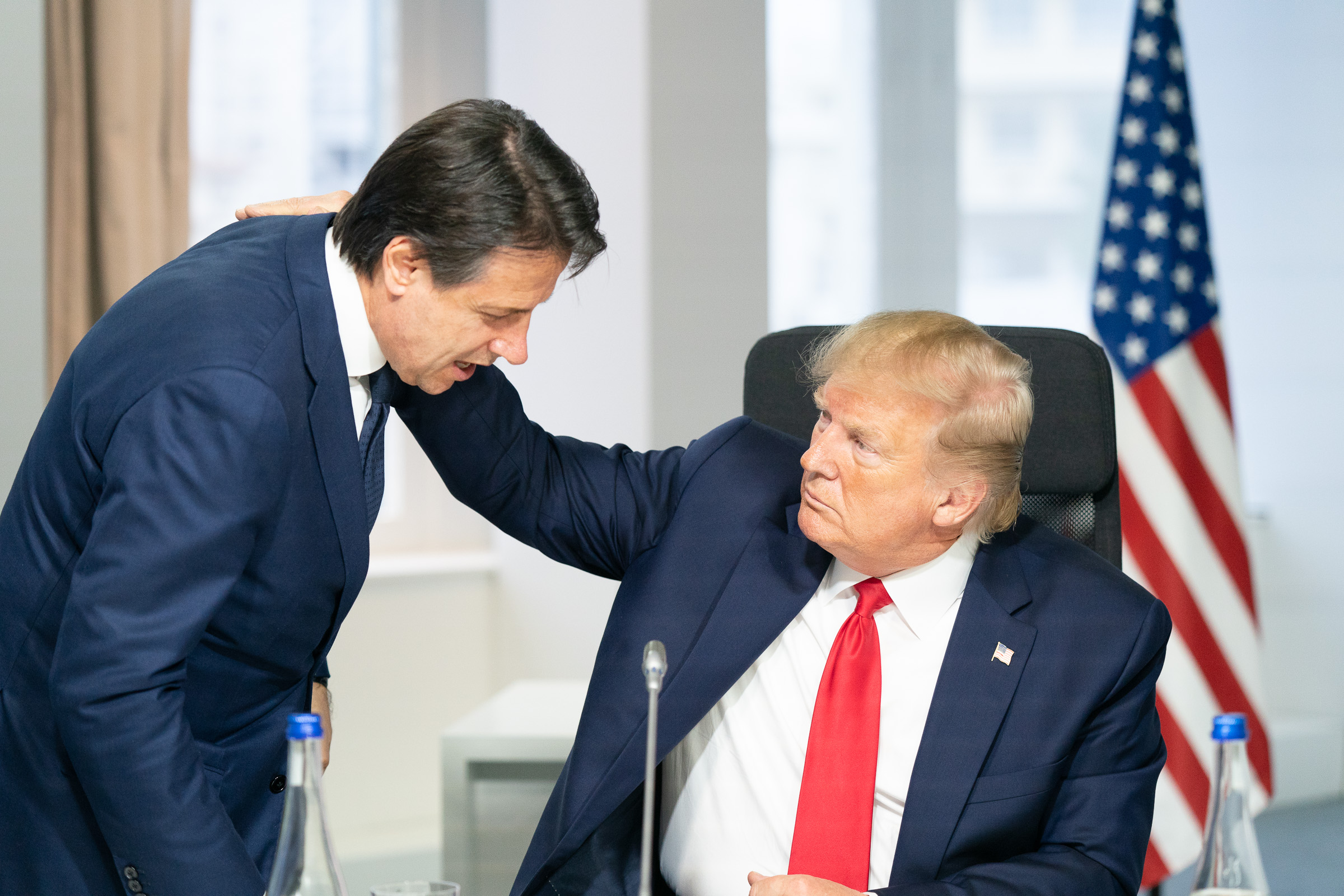
Conte e Trump al G7 del 2019.

Nel 2019 Conte autorizzò l'incontro tra il procuratore generale degli Stati Uniti, William Pelham Barr, e il direttore del DIS, Gennaro Vecchione, a cui, secondo i giornali, in modo irrituale si sarebbe discusso di un possibile complotto contro il presidente Trump nell'ambito delle indagini sulle interferenze russe nelle elezioni presidenziali del 2016, evento che suscitò critiche, soprattutto all'interno della sua stessa coalizione di maggioranza, col Partito Democratico e Italia Viva, che chiese al Presidente del Consiglio dei chiarimenti, a cui Conte dichiarò che l'incontro con Barr era stato "legale e corretto", aggiungendo di non aver mai parlato di questo argomento col presidente Trump.
Il 31 marzo 2020 il presidente Trump annunciò, in concordanza con Conte, che gli Stati Uniti avrebbero inviato in Italia 100 milioni di dollari di ausili medici, in risposta alla pandemia di COVID-19 che stava colpendo il paese, e di continuare a cooperare strettamente, anche attraverso il G7 sotto la presidenza americana, come all'interno del G20, per sconfiggere il virus e rilanciare l'economia globale. L'11 aprile Trump emise un ordine esecutivo in cui consentiva alle forze armate statunitensi schierate in Italia di assistere le forze dell'ordine italiane nell'affrontare la crisi pandemica.
La sua stretta relazione con Trump generò alcune tensioni e speculazioni giornalistiche dopo la sconfitta di Trump contro Joe Biden nelle elezioni presidenziali del novembre 2020, ma che non impedì a Conte di congratularsi con Biden per la sua vittoria, affermando che "non vediamo l'ora di lavorare fianco a fianco sulle grandi sfide dei nostri tempi"; inoltre fu chiamato telefonicamente dal nuovo presidente eletto, dove i due leader espressero la volontà di cooperare nelle principali sfide globali come la pandemia di COVID-19, il cambiamento climatico e sull'impegno per uno sviluppo sostenibile più giusto ed equo.

###### Spagna e Cina

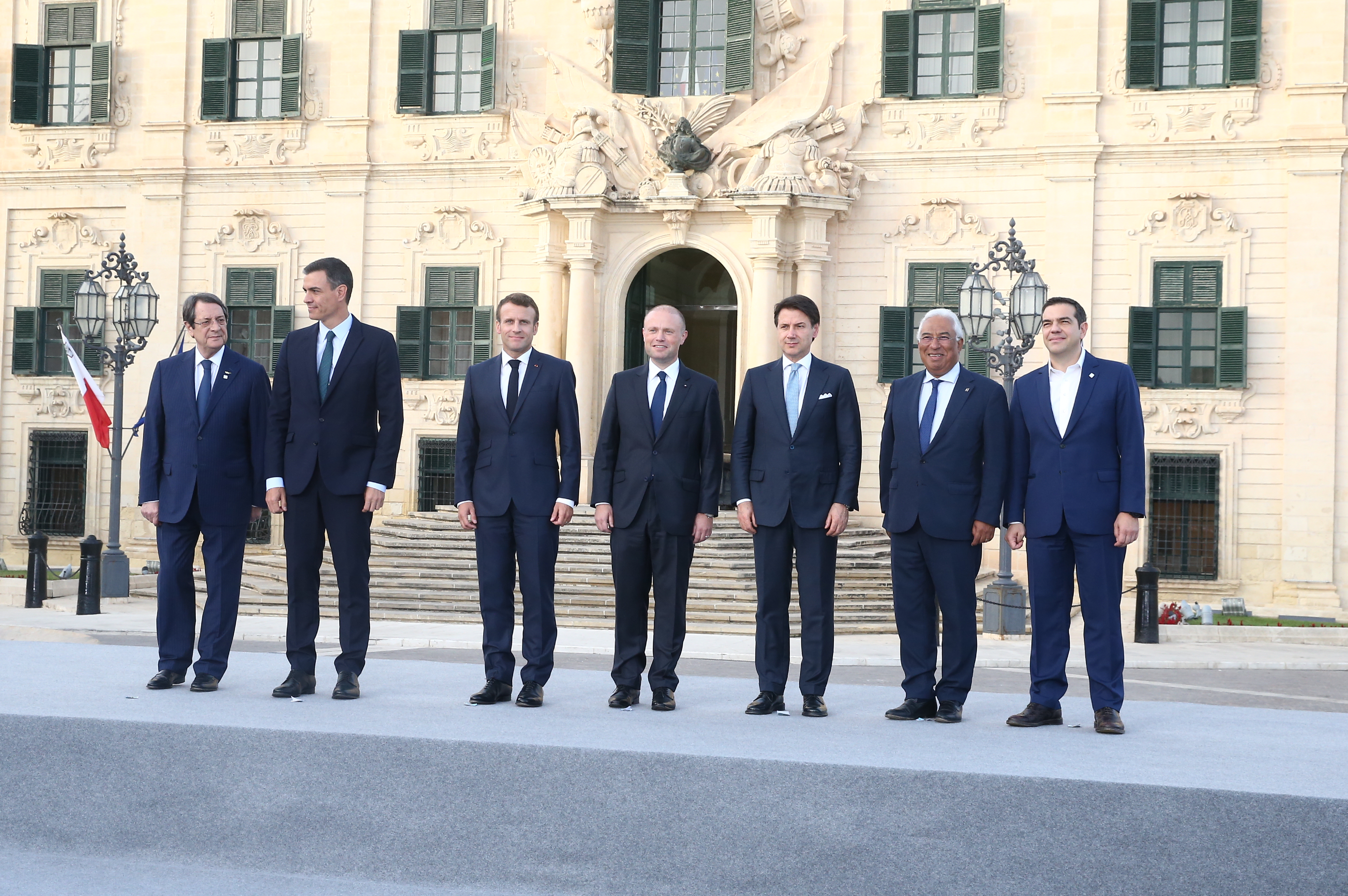
Conte al vertice dei paesi dell'Europa meridionale a Malta il 14 giugno 2019

Durante il suo governo, Conte stringe un rapporto amichevole col presidente del Governo di Spagna Pedro Sánchez, organizzando diversi incontri bilaterali e spesso condividendo le stesse posizioni durante le riunioni del Consiglio europeo, in particolare su economia, politiche di immigrazione e cambiamenti climatici. Conte e Sánchez, inoltre, hanno sostenuto misure contro l'austerità e un aumento del bilancio dell'Unione europea, annoverandosi tra i principali fautori, durante la pandemia di COVID-19, del Next Generation EU. A novembre 2020, commentando il rapporto con il suo omologo spagnolo, Conte dichiarò: "Con il mio amico Sánchez abbiamo riaffermato l'alleanza tra i nostri Paesi, nonché una visione comune sulle principali questioni europee e internazionali. Insieme siamo una potenza".
A marzo 2019 Conte e il presidente cinese Xi Jinping firmarono a Roma 29 accordi economici e istituzionali per un importo di oltre sette miliardi di euro, come parte del programma di investimenti per la nuova via della seta. L'intesa fu fortemente contestata dagli Stati Uniti, critici dell'eccessiva centralità cinese nel progetto, in una fase in cui la rivalità tra Washington e Pechino si stava facendo sempre più marcata. Conte smentì l'idea che il memorandum e più strette relazioni economiche italo-cinesi potessero creare minacce alla tenuta dell'alleanza dell'Italia con gli Stati Uniti e il campo occidentale.

###### Liberazione di Silvia Romano

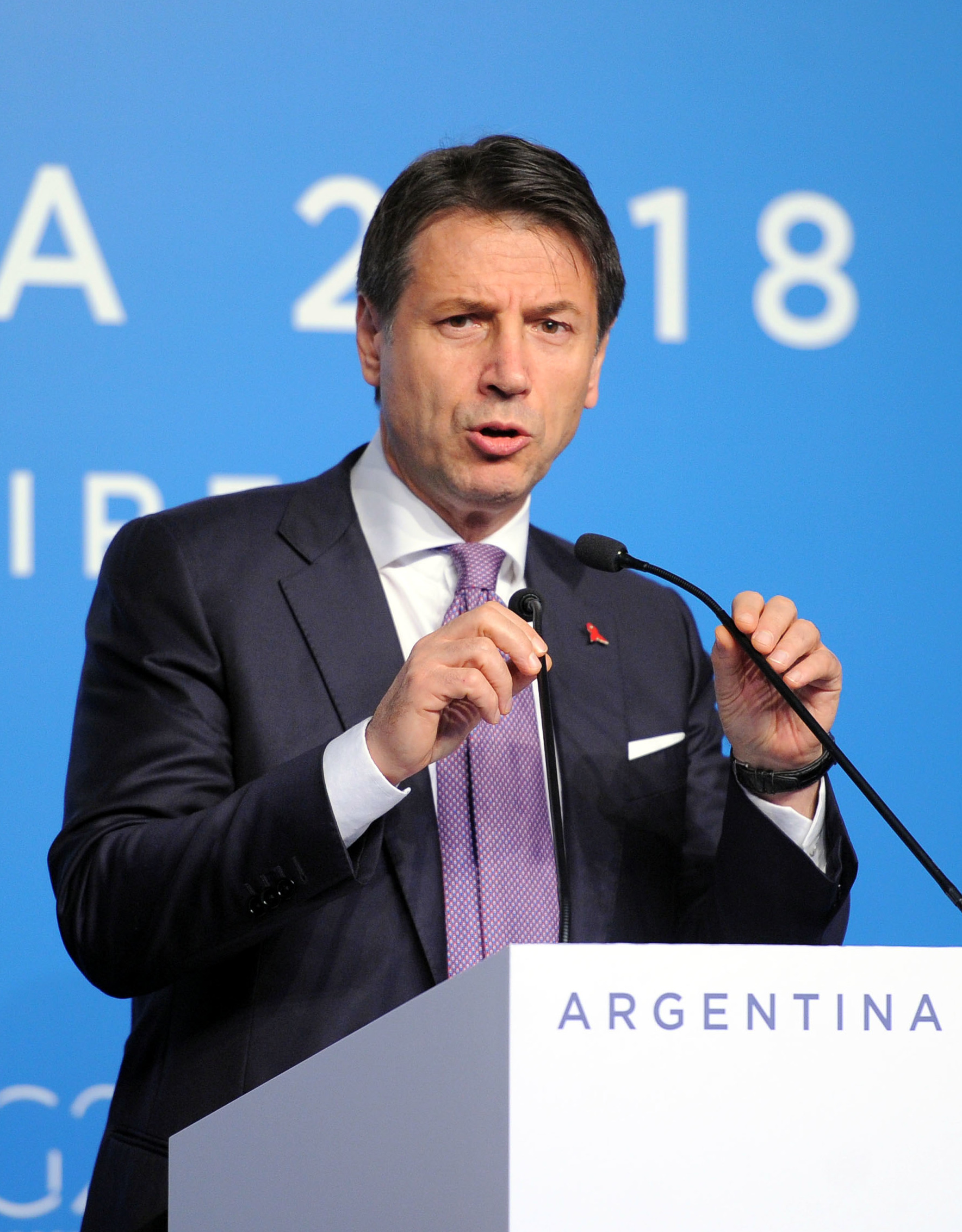
Giuseppe Conte al G20 del 2018 a Buenos Aires

A novembre 2018 Silvia Romano, una volontaria di 23 anni in Africa, fu rapita in Kenya da un gruppo di terroristi legati ad Al-Shabaab, ma il 9 maggio 2020 Conte ne annuncia la sua liberazione in un tweet. Subito dopo l'annuncio emersero speculazioni sul riscatto pagato ai rapitori, che secondo alcune fonti si aggirava intorno ai 4 milioni di euro, e la Romano divenne bersaglio di una campagna di odio da parte dell'opposizione di destra a causa della sua conversione all'Islam, avvenuta durante la prigionia, in particolare Alessandro Pagano, deputato della Lega, la definì in una discussione alla Camera come una «neo-terrorista».

###### Libia
A gennaio 2020 la situazione della guerra civile libica diveniva sempre più preoccupante, con le truppe del feldmaresciallo Khalifa Haftar in avvicinamento a Tripoli. Durante la crisi, Conte tenne una serie di incontri bilaterali a Roma sia con Haftar sia con Fayez al-Sarraj, presidente del Consiglio Presidenziale della Libia, considerati due dei principali contendenti alla guerra civile. Dopo le pressioni della comunità internazionale, il 12 gennaio Haftar annunciò un cessate il fuoco.
Il 1º settembre 2020, due pescherecci italiani furono fermati dalla Guardia costiera libica, insieme ai loro equipaggi di diciotto membri in totale, mentre presumibilmente pescavano nelle acque territoriali della Libia nel Mediterraneo meridionale. Conte chiese l'immediato rilascio, ma il comandante libico Khalifa Haftar negò, chiedendo uno scambio di prigionieri. Il 17 dicembre 2020 Conte annuncia la liberazione dei diciotto pescatori.

#### Crisi del suo secondo governo
Nel dicembre del 2020 Matteo Renzi annuncia in una conferenza quattro punti per spendere i soldi dell'Unione europea, fra cui l'utilizzo del Meccanismo europeo di stabilità. Il 13 gennaio 2021 Matteo Renzi annuncia le dimissioni delle ministre Bellanova e Bonetti e del sottosegretario Scalfarotto di Italia Viva, aprendo una crisi di governo. Giuseppe Conte dopo le dimissioni della ministra Teresa Bellanova assume la delega ad interim delle politiche agricole alimentari e forestali. Il 18 gennaio ottiene la fiducia alla Camera con 321 voti. Il giorno seguente ottiene la fiducia anche al Senato, con una maggioranza relativa di 156 voti favorevoli, insufficienti per l'ottenimento della maggioranza assoluta. Conseguentemente la posizione del governo risulta molto indebolita, perdendo la maggioranza in diverse importanti commissioni parlamentari, fondamentali per l'attività legislativa.
Il 26 gennaio Giuseppe Conte rassegna le sue dimissioni nelle mani del Presidente della Repubblica Sergio Mattarella, rimanendo in carica fino al subentro del nuovo governo, presieduto da Mario Draghi, il 13 febbraio 2021.

### Presidente del Movimento 5 Stelle

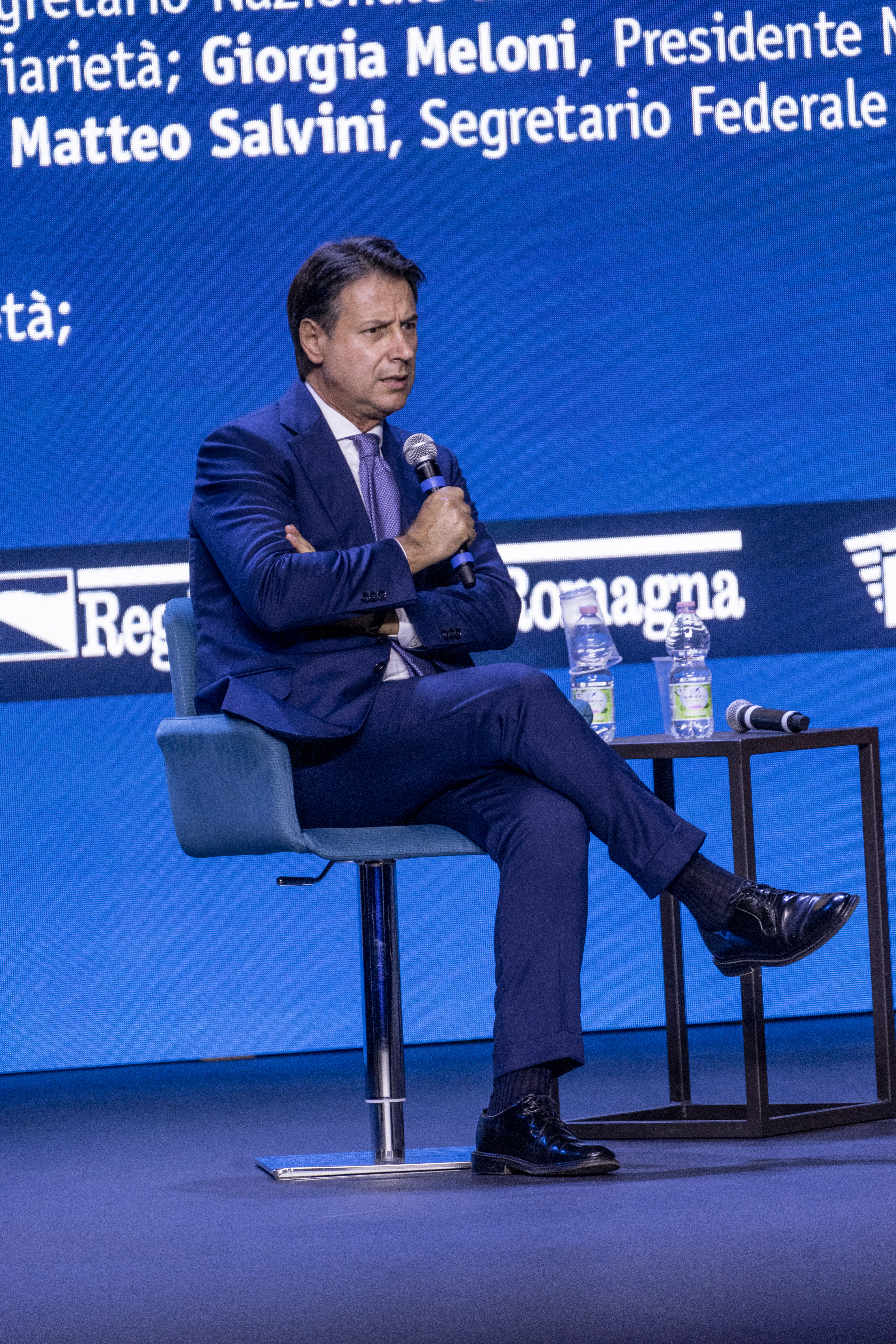
Conte al Meeting di Rimini del 2021

Il 28 febbraio 2021, a pochi giorni dalla fine del suo mandato di Presidente del Consiglio, Conte entra a far parte del Movimento 5 Stelle, all'interno del quale ricoprirà un ruolo di primo piano.
Il 24 marzo Conte incontra l'ex premier e neo-segretario del Partito Democratico Enrico Letta. Nel colloquio i due condividono la necessità di rafforzare l'alleanza tra i loro due partiti.
Nell'estate 2021 si è fatto promotore della stesura del nuovo statuto del Movimento 5 Stelle. Il progetto del nuovo statuto viene presentato il 5 giugno, e dopo un'iniziale discussione col garante del M5S Beppe Grillo su alcuni punti relativi alla leadership, l'11 luglio si trovò un accordo sul nuovo testo, che venne approvato con una votazione online il 2 e 3 agosto dall'assemblea degli iscritti.
Come da nuovo statuto il primo Presidente del Movimento 5 Stelle deve essere indicato dal Garante e approvato dagli iscritti. Il 6 agosto 2021 Conte viene eletto Presidente del Movimento 5 Stelle con 62.242 voti, pari al 93% delle preferenze sulla piattaforma "SkyVote".
Il 21 ottobre 2021 Conte presenta, davanti all'assemblea congiunta dei parlamentari, i componenti che formeranno la sua segreteria del Movimento 5 stelle: i 5 vicepresidenti Paola Taverna (che avrà il ruolo di vicepresidente vicaria), Alessandra Todde, Mario Turco, Riccardo Ricciardi e Michele Gubitosa, oltre all'ex reggente dei 5 stelle Vito Crimi nel ruolo di Responsabile dei dati personali, permettendo così al Movimento di strutturarsi ulteriormente.
Il 7 febbraio 2022 venne sospeso in via cautelare dal tribunale di Napoli, dopo una denuncia da parte di alcuni ex attivisti del M5S che contestano alcune incongruenze nel nuovo statuto del Movimento 5 Stelle che lo aveva portato all'elezione di presidente del partito. Il 27 e 28 marzo viene quindi tenuta una nuova votazione di Conte come presidente del M5S e convalidare l'attività svolta nel periodo precedente dagli iscritti, dove viene confermato nel suo ruolo con il 94% dei voti.. Il 15 giugno il tribunale di Napoli respinge il ricorso degli ex attivisti M5S.

#### Caduta del governo Draghi

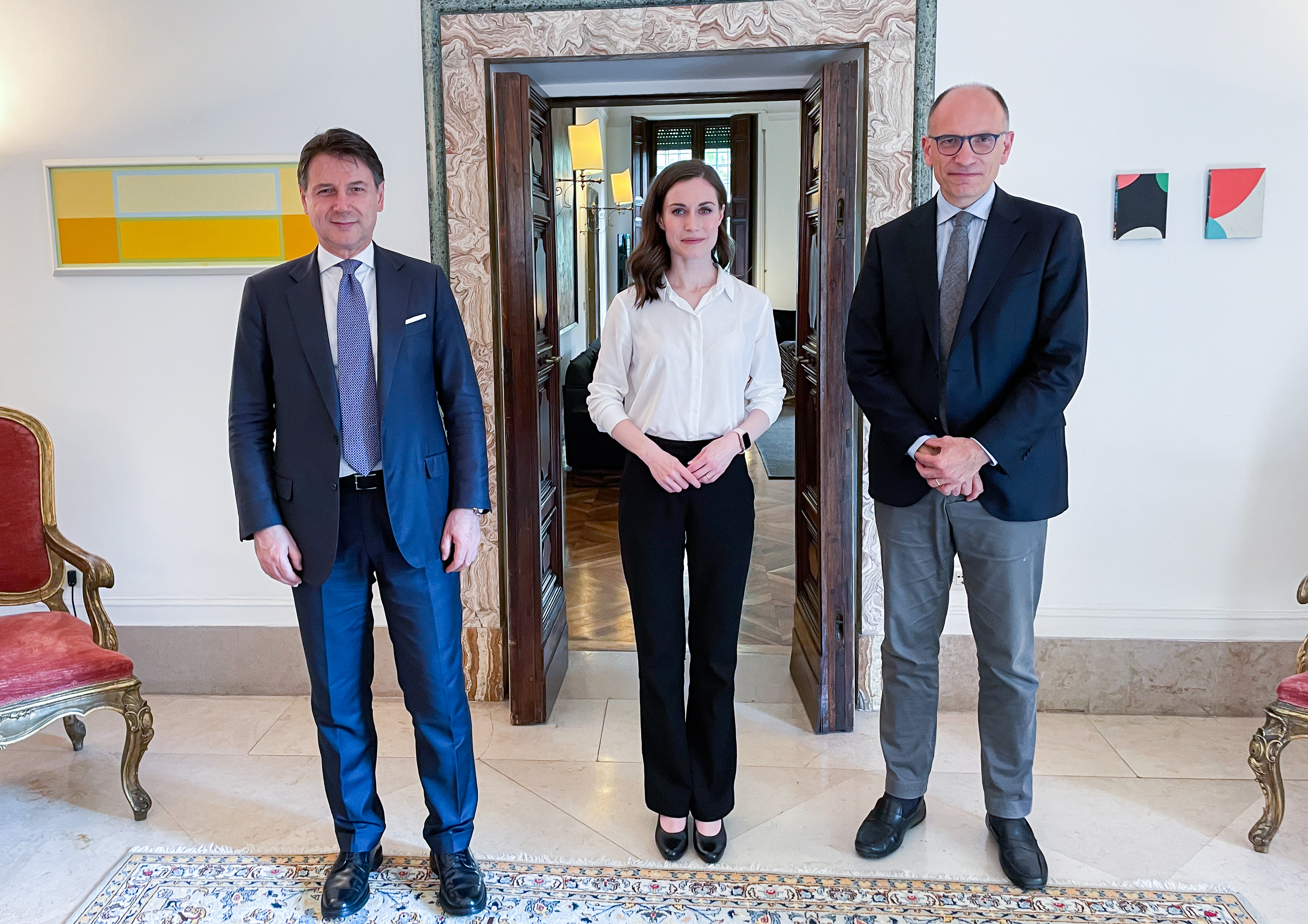
Giuseppe Conte con la Ministra Capo della Finlandia Sanna Marin ed Enrico Letta il 18 maggio 2022

Agli inizi di giugno 2022 Conte è diventato particolarmente critico nei confronti dell'approccio del governo Draghi all'invasione russa dell'Ucraina e in particolare al dispiegamento degli aiuti militari al governo ucraino; Luigi Di Maio, ex capo politico del M5S e ministro degli esteri nel governo Draghi, in opposizione alle critiche di Conte su questa posizione, accusa il presidente del M5S di ambiguità sull'appoggio all'Ucraina, etichettando anche la sua leadership come "immatura" e debole sull'atlantismo.
A causa di queste divergenze tra Conte e Di Maio, il 21 giugno Di Maio, insieme a diversi parlamentari o alla 2ª legislatura o vicini al Ministro degli Esteri, abbandona il M5S per costituire Insieme per il futuro.
Il 6 luglio, a nome del Movimento 5 Stelle, inoltra al premier Draghi un documento contenente nove richieste al governo (introduzione del salario minimo, mantenimento del reddito di cittadinanza, un "decreto dignità" sulle assunzioni, aiuti a famiglie e imprese, transizione ecologica, mantenimento del superbonus 110%, reintroduzione del cashback, intervento su riscossione, modifica della legge di delegazione).
Il 14 luglio il Movimento 5 Stelle al Senato non vota la fiducia richiesta dal governo sul decreto aiuti, come già annunciato da Conte la sera precedente a seguito di una riunione dei vertici del M5S. I parlamentari M5S avevano già espresso la propria contrarietà al decreto, in particolar modo alla norma che avrebbe garantito al sindaco di Roma poteri straordinari per la costruzione di un termovalorizzatore, reputato dai pentastellati dannoso per l'ambiente. Nello stesso giorno Draghi si reca al Quirinale per rassegnare le sue dimissioni al capo di Stato Mattarella, che le respinge per la permanenza di una maggioranza parlamentare a sostegno, invitandolo a presentarsi in Parlamento.
Il 20 luglio, dopo che Draghi ha reso le sue comunicazioni al Senato, il Movimento 5 Stelle, Forza Italia e la Lega Salvini Premier scelgono di non partecipare al voto di fiducia richiesto dal governo, negandogli così di ottenere la maggioranza assoluta. Draghi reitera le dimissioni a Mattarella, che ne prende atto e decreta lo scioglimento anticipato delle Camere. Il 21 luglio Conte difende la sua scelta di non votare la fiducia al governo Draghi, ritenendo che quest'ultimo non avesse preso in considerazione abbastanza seriamente i nove punti da lui presentati, e annuncia che si candiderà alle prossime elezioni politiche.

#### Elezioni politiche del 2022

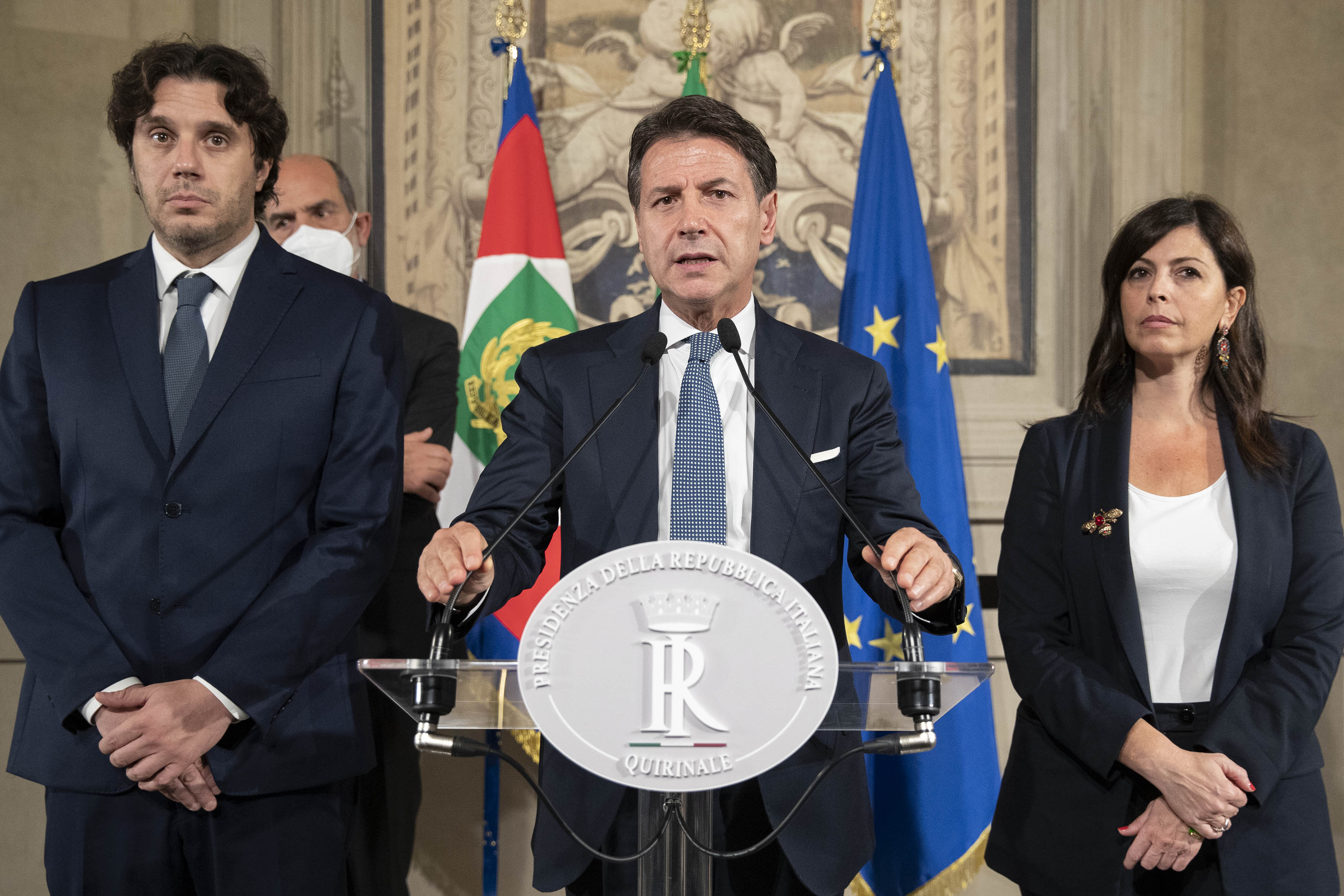
Giuseppe Conte alle consultazioni al Quirinale con i capigruppo M5S Francesco Silvestri e Barbara Floridia il 20 ottobre 2022

In vista delle elezioni politiche del 2022 Conte, tramite la senatrice Alessandra Maiorino, stringe un accordo con il Partito Gay, inserendo alcuni candidati tra le liste del Movimento 5 Stelle; inoltre si candida alla Camera dei deputati come capolista del M5S nei collegi plurinominali Lombardia 1 - 01, Lombardia 1 - 02, Campania 1 - 01, Puglia - 01 e Sicilia 1 - 01.
Alla tornata elettorale Conte viene eletto deputato in tutti i collegi eccetto in Lombardia 1 - 01, optando per quello in Lombardia 1 - 02; mentre il risultato del Movimento 5 Stelle è stato del 15,43% alla Camera e del 15,55% al Senato della Repubblica, risultando il terzo partito più votato a livello nazionale, oltreché il primo in Sicilia e nell'Italia meridionale, superando anche la coalizione di centro-destra in Campania.

#### Opposizione al Governo Meloni
Con l'insediamento del governo di centro-destra guidato da Giorgia Meloni nella XIX legislatura, dove fa parte della 3ª Commissione Affari esteri e comunitari, Conte colloca il Movimento 5 Stelle all'opposizione definita "durissima e inflessibile", facendosi promotore dell'introduzione del salario minimo, tramite una proposta di legge con una retribuzione minima oraria di 9 euro, e dello ius scholae (l'acquisizione della cittadinanza alla frequenza di un ciclo di studi nelle scuole italiane) in Italia.

#### Elezioni europee del 2024
In vista delle elezioni europee del 2024 annuncia di non candidarsi al Parlamento europeo, al contrario di quasi tutti i leader politici, denunciando la pratica delle candidature pur sapendo già in anticipo che non onoreranno il mandato elettorale, definendole "candidature truffa", tant'è che a maggio presenta una proposta di legge per rendere incandidabili ministri e parlamentari.
Dopo le europee, Conte avanza, insieme all'assemblea dei parlamentari M5S, l'idea di riorganizzare il Movimento 5 Stelle, che coinvolga anche gli iscritti, per rilanciarlo; nel frattempo il garante del M5S Beppe Grillo entra in rotta con Conte, con cui i rapporti non erano buoni, per la gestione del Movimento 5 Stelle.

## Controversie
Il 21 maggio 2018, quando il nome di Conte fu proposto al presidente Mattarella come Presidente del Consiglio, il New York Times, indagando sui suoi soggiorni estivi alla New York University (NYU) elencati nel suo Curriculum vitae ufficiale, pubblicò un articolo in cui si affermava che una portavoce della stessa università non aveva trovato il nome di Conte nei documenti universitari. Dubbi simili sorsero riguardo al suo periodo di studio in Francia presso l'Università della Sorbona. Il giorno seguente, l'Associated Press ha riportato in un articolo pubblicato anche dal New York Times, sul quale la portavoce della NYU aggiunse che "mentre il signor Conte non aveva uno status ufficiale alla NYU, gli è stato concesso il permesso di condurre ricerche nella biblioteca della NYU" durante il periodo indicato nel suo curriculum vitae. Allo stesso modo, la Duquesne University di Pittsburgh e l'Università di Malta non hanno trovato documentazione nei loro archivi, sebbene sia stato confermato che Conte tenesse lezioni, presso il vecchio edificio universitario a La Valletta, per la Fondazione per gli studi internazionali.
Il 27 ottobre 2019, il Financial Times rende noto che Conte lavorò a una trattativa finanziaria circa un fondo di investimento. Tale fondo fu oggetto poi di indagini da parte del Vaticano nell'ambito di un'inchiesta per corruzione finanziaria. Il fondo, oggetto dell'indagine, è sostenuto dal Segretariato di Stato vaticano e gestito da Raffaele Mincione. Conte è collegato alla vicenda poiché fu assunto, nel maggio 2018, dal gruppo Fiber 4.0, il principale investitore del fondo vaticano, per una consulenza legale circa il possibile esercizio da parte del governo italiano della golden power affinché venisse annullato il voto degli azionisti della compagnia di comunicazioni Retelit che avevano deciso di accettare l'investimento da parte di altri fondi rispetto a quello gestito da Mincione. Conte, nel suo parere pro veritate, giunse alla conclusione che ciò era possibile se Retelit, compagnia strategica a livello nazionale, a seguito di tale operazione risultasse controllata da soggetti stranieri.
Il 3 dicembre 2019 la trasmissione televisiva Le Iene ritorna sulla discussa questione del superamento del concorso da parte di Conte da professore ordinario, presso l'Università della Campania, tenutosi nel 2002. La questione fu inizialmente sollevata dal quotidiano La Repubblica ad ottobre 2018: il quotidiano affermava che nella commissione universitaria che lo giudicò vi era il professore nonché avvocato Guido Alpa, col quale Conte lavorava. In merito Conte smentì le indiscrezioni del quotidiano. Le Iene però nel servizio del 3 dicembre presentano un documento, una parcella, firmata da entrambi, ossia da Alpa e Conte. Quest'ultimo replicò affermando che il documento rivelato era un progetto di parcella ma non una fattura unica.

## Vicende giudiziarie
Il 12 giugno 2020 viene ascoltato come persona informata sui fatti in merito all'inchiesta della procura di Bergamo sulla mancata zona rossa nei comuni di Alzano Lombardo e Nembro dichiarando "Mia la decisione di non chiudere". Il 1º marzo 2023 Conte risulta tra gli indagati dalla procura di Bergamo per i fatti legati alla gestione della prima ondata della pandemia di COVID-19 nel Bergamasco. Successivamente il caso verrà archiviato .

## Opere

### Monografie
- Giuseppe Conte e Mario Miscali, Diritto penale dell'impresa, Padova, CEDAM, 1988.
- Il volontariato. Libertà dei privati e mediazione giuridica dello Stato, Roma, Pioda, 1995.
- Matrimonio civile e teoria della simulazione, Roma, s.n., 1996.
- La simulazione del matrimonio nella teoria del negozio giuridico, Padova, CEDAM, 1999, ISBN 978-88-13-22006-8.
- Le regole della solidarietà. Iniziative non profit dei privati e mediazione dei pubblici poteri, Roma, Pioda, 2001.
- Giuseppe Conte e Guido Alpa, La responsabilità sociale dell'impresa. Tra diritto, etica ed economia, Bari, Laterza, 2008, ISBN 8842085928.
- Giuseppe Conte, Guido Alpa e Vincenzo Vigoriti, Futuro giustizia azione collettiva mediazione, Torino, G. Giappichelli Editore, 2010, ISBN 8834898400.
- La formazione del contratto, Milano, Giuffrè, 2018, ISBN 978-88-14-20377-0.
- L'impresa responsabile, Milano, Giuffrè, 2018, ISBN 978-88-14-22703-5.

### Curatele
- Giuseppe Conte (a cura di), Libro I e Libro II del Codice civile commentato, Assago, IPSOA, 2005.
- Guido Alpa, Antonella Antonucci, Francesco Capriglione, Giuseppe Conte (a cura di), Artt. 283-304. Codice delle assicurazioni private. Commentario al d.lgs. 7 settembre 2005, n. 209, vol. III, t. II., Padova, CEDAM, 2007.
- Giuseppe Conte (a cura di), La responsabilità sociale dell'impresa. Tra diritto, etica ed economia, Bari, Roma, Laterza, 2008, ISBN 978-88-420-8592-8.
- Giuseppe Conte, Vincenzo Vigoriti (a cura di), Futuro, giustizia, azione collettiva, mediazione, Torino, Giappichelli, 2010, ISBN 978-88-348-9840-6.
- Guido Alpa, Giuseppe Conte, Valentina Di Gregorio, Andrea Fusaro, Ubaldo Perfetti (a cura di), I beni culturali nel diritto. Problemi e prospettive, Napoli, 2010, ISBN 978-88-495-1939-6.
- Guido Alpa, Giuseppe Conte, Valentina Di Gregorio, Andrea Fusaro, Ubaldo Perfetti (a cura di), Il diritto dei consumi. Aspetti e problemi, Napoli, 2010, ISBN 978-88-495-1996-9.
- Guido Alpa, Giuseppe Conte, Valentina Di Gregorio, Andrea Fusaro, Ubaldo Perfetti (a cura di), La disciplina dell'appalto tra pubblico e privato, Napoli, 2010, ISBN 978-88-495-1920-4.
- Guido Alpa, Sandro Amorosino, Antonella Antonucci, Giuseppe Conte, Mirella Pellegrini, Marco Sepe, Vincenzo Troiano (a cura di), Scritti in onore di Francesco Capriglione, Padova, CEDAM, 2010, ISBN 978-88-13-30237-5.
- Guido Alpa, Giuseppe Conte, Valentina Di Gregorio, Andrea Fusaro, Ubaldo Perfetti (a cura di), Rischio di impresa e tutela dell'ambiente. Precauzione - responsabilità - assicurazione, Napoli, 2012, ISBN 978-88-495-2121-4.
- Giuseppe Conte (a cura di), The proposed Common European Sales Law - The Lawyers' View, Monaco, 2013, ISBN 978-3-86653-249-6.
- Giuseppe Conte (a cura di), Evoluzione e valutazione della ricerca giuridica, Napoli, Edizioni Scientifiche Italiane, 2015, ISBN 978-88-495-3033-9.
- Giuseppe Conte, Sara Landini (a cura di), Principi, regole, interpretazione. Contratti e obbligazioni, famiglie e successioni. Scritti in onore di Giovanni Furgiuele, Universitas Studiorum, 2017, ISBN 978-88-99459-77-2.
- Guido Alpa, Giuseppe Conte (a cura di), Orientamenti della Corte di giustizia dell'Unione europea in materia di responsabilità civile, Torino, Giappichelli, 2018, ISBN 978-88-921-1270-4.
- Guido Alpa, Giuseppe Conte (a cura di), Casi decisi dalla Corte di Giustizia dell'Unione europea sui diritti fondamentali in materia contrattuale, Torino, Giappichelli, 2018, ISBN 978-88-921-1076-2.
- Guido Alpa, Giuseppe Conte (a cura di), Diritti e libertà fondamentali nei rapporti contrattuali, Torino, Giappichelli, 2018, ISBN 978-88-921-1296-4.